# Stade de Reims
Vous lisez un « article de qualité » labellisé en 2012.  Il fait partie d'un « bon thème ».
Maillots
Actualités
Le Stade de Reims est un club de football français, fondé le 18 juin 1931 à Reims, dans le département de la Marne.
Né de la réunion de plusieurs clubs, au premier rang desquels la Société sportive du parc Pommery, le Stade de Reims emménage en 1934 dans le nouveau stade vélodrome municipal, futur stade Auguste-Delaune. Champion de France amateur en 1935, le club opte pour le professionnalisme et intègre la deuxième division du championnat de France. En 1938, la fusion avec le Sporting club rémois, le grand rival local au maillot rouge et blanc, donne un nouvel élan à l'ensemble, qui est promu en première division à la sortie de la guerre.
Dans les années 1950, le Stade de Reims s'impose comme le principal club français, amassant en quelques années un palmarès prestigieux. Porté par des personnalités emblématiques (l'entraîneur Albert Batteux, le président Henri Germain, le meneur de jeu Raymond Kopa et Just Fontaine), il remporte à six reprises le championnat de France et deux fois la coupe de France entre 1949 et 1962. Représentants français à la première édition de la Coupe des clubs champions européens en 1956, les coéquipiers du capitaine Robert Jonquet s'inclinent de justesse en finale face au Real Madrid. L’histoire se répète trois ans plus tard, face au même adversaire.
Le licenciement de Batteux en 1963 coïncide avec le recul sportif du club, relégué en deuxième division en 1964 et 1967. De retour dans l'élite dans les années 1970, le club rémois ne parvient pas à retrouver l'éclat du passé, malgré les exploits de l'Argentin Carlos Bianchi. Sauvé de justesse de la faillite en 1978, relégué l'année suivante, il devient un pensionnaire régulier de la D2 jusqu'à sa liquidation judiciaire en 1991.
Le Stade de Reims repart en Division d'honneur du Nord-Est, 6e échelon du football français, d'où il lui faudra dix saisons pour remonter en Ligue 2, où il se stabilise. En 2012, le Stade de Reims fait finalement son retour dans l'élite, 33 ans après sa dernière saison au plus haut niveau national.
Le club est présidé par Jean-Pierre Caillot depuis 2004 et est entrainé par Karel Geraerts.

## Histoire
| Société sportive du parc Pommery (1910-1931) | Société sportive du parc Pommery (1910-1931) | Société sportive du parc Pommery (1910-1931) | Société sportive du parc Pommery (1910-1931) | Société sportive du parc Pommery (1910-1931) | Société sportive du parc Pommery (1910-1931) |  |  | Sporting Club rémois (1904-1938) | Sporting Club rémois (1904-1938) | Sporting Club rémois (1904-1938) | Sporting Club rémois (1904-1938) | Sporting Club rémois (1904-1938) | Sporting Club rémois (1904-1938) |  |  |  |  |  |  |  |  |  |  |  |  |  |  |
| Société sportive du parc Pommery (1910-1931) | Société sportive du parc Pommery (1910-1931) | Société sportive du parc Pommery (1910-1931) | Société sportive du parc Pommery (1910-1931) | Société sportive du parc Pommery (1910-1931) | Société sportive du parc Pommery (1910-1931) |  |  | Sporting Club rémois (1904-1938) | Sporting Club rémois (1904-1938) | Sporting Club rémois (1904-1938) | Sporting Club rémois (1904-1938) | Sporting Club rémois (1904-1938) | Sporting Club rémois (1904-1938) |  |  |  |  |  |  |  |  |  |  |  |  |  |  |
| Stade de Reims (1931-1991)                   |                                              |                                              |                                              |                                              |                                              |  |  |                                  |                                  |                                  |                                  |                                  |                                  |  |  |  |  |  |  |  |  |  |  |  |  |  |  |
|                                              |                                              |                                              |                                              |                                              |                                              |  |  |                                  |                                  |                                  |                                  |                                  |                                  |  |  |  |  |  |  |  |  |  |  |  |  |  |  |
|                                              |                                              |                                              |                                              |                                              |                                              |  |  |                                  |                                  |                                  |                                  |                                  |                                  |  |  |  |  |  |  |  |  |  |  |  |  |  |  |
| Stade de Reims Champagne FC (1991-1992)      |                                              |                                              |                                              |                                              |                                              |  |  |                                  |                                  |                                  |                                  |                                  |                                  |  |  |  |  |  |  |  |  |  |  |  |  |  |  |
|                                              |                                              |                                              |                                              |                                              |                                              |  |  |                                  |                                  |                                  |                                  |                                  |                                  |  |  |  |  |  |  |  |  |  |  |  |  |  |  |
| Stade de Reims Champagne (1992-1999)         |                                              |                                              |                                              |                                              |                                              |  |  |                                  |                                  |                                  |                                  |                                  |                                  |  |  |  |  |  |  |  |  |  |  |  |  |  |  |
|                                              |                                              |                                              |                                              |                                              |                                              |  |  |                                  |                                  |                                  |                                  |                                  |                                  |  |  |  |  |  |  |  |  |  |  |  |  |  |  |
| Stade de Reims (depuis 1999)                 |                                              |                                              |                                              |                                              |                                              |  |  |                                  |                                  |                                  |                                  |                                  |                                  |  |  |  |  |  |  |  |  |  |  |  |  |  |  |

### Les premiers pas de la Société sportive du Parc Pommery (1910-1931)

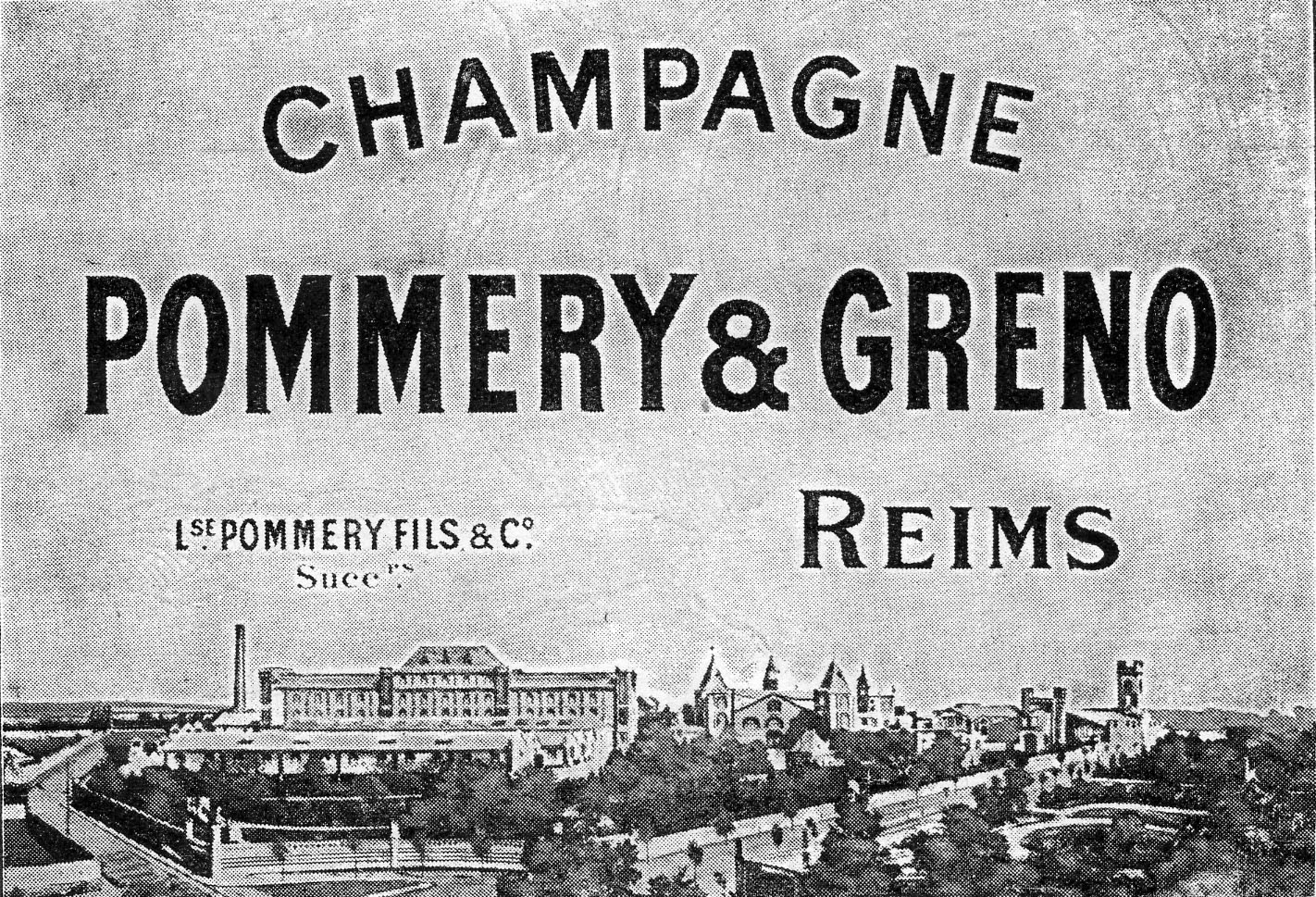
Publicité de la maison Pommery & Greno en 1923.

Le 29 septembre 1910 est officiellement créée la « Société Sportive du Parc Pommery » (SSPP), club sportif de la maison de Champagne Pommery & Greno. Ses membres pratiquent le football, mais aussi la marche, la gymnastique, le rugby, l'athlétisme et le cyclisme. Première organisation du genre dans la région, la SSPP est un exemple typique d'association sportive corporative, présidée en personne par le marquis Melchior de Polignac, propriétaire de l'entreprise. La direction de la section football est confiée à René Humbert, le gérant de la société. Ses membres sont recrutés parmi le personnel de l'établissement vinicole, mais aussi parmi les employés des fournisseurs : vignerons, tonneliers et charretiers. Dans le même élan, Pommery & Greno ouvre au sein du Parc Pommery une aire de loisirs pour ses travailleurs de trois hectares, dans lequel on construit notamment un grand gymnase et un terrain de plein air. Ces installations étant les premières du genre dans la région, elles sont ouvertes aux amateurs de sport extérieurs à la société.
Les footballeurs, qui portent des maillots dorés et des shorts verts rappelant les couleurs des bouteilles de Champagne, participent aux compétitions régionales. Après la Première Guerre mondiale, au cours de laquelle plusieurs membres sont tués au combat, l'association reprend ses activités et intègre à partir de 1922 la Ligue du Nord-Est, au sein du district de la Marne. Soutenue financièrement par l'entreprise, le club recrute de plus en plus ouvertement des joueurs à l'extérieur, embauchés à Pommery pour leur talent balle au pied, sous couvert d'amateurisme (on parle alors d'« amateurisme marron »),.
En 1929, la SSPP intègre la division d'honneur, le plus haut échelon de la Ligue du Nord-Est : 7e sur huit la première année, les joueurs de Pommery terminent au deuxième rang la saison suivante, derrière l'US Les Deux Vireux et prennent surtout pour la première fois l'avantage sur les rivaux locaux du Sporting Club rémois. La popularité croissante du football et de l'équipe augmente les affluences au parc Pommery, qui rassemble jusqu'à 5 000 spectateurs malgré des installations d'accueil très modestes,. La SSPP est même invitée à jouer à l'étranger en avril 1931, à Stuttgart et Francfort, où elle évolue devant des stades remplis.

### Le développement du Stade de Reims (1931-1945)
Compte tenu du lancement imminent du football professionnel en France et des ambitions croissantes des dirigeants, il est décidé d'autonomiser le club de la maison Pommery ainsi que de séparer les activités de football des autres sections. Le 18 juin 1931 est officiellement enregistrée l'association loi de 1901 omnisports « Stade de Reims », dont la direction de la section football est confiée à René Humbert,. Ses couleurs sont tango et noir. Le nouveau nom de l'association a été préféré à une autre proposition : l'« Olympique de Reims ». Le premier match du nouveau club est une victoire (7-2) sur le FC Reims le 23 août 1931, au parc Pommery. Un premier entraîneur, l'Anglais David Harrison, est appointé; les joueurs britanniques David Lee et Crookes, le Suisse Schnebeli et le Hongrois Markusz sont recrutés, bientôt rejoints par le Franco-arménien Sarkis Garabedian, Serra et Samano. Le Stade de Reims recrute comme beaucoup d'autres clubs des « mercenaires » étrangers venus vivre de la pratique du football, alors même que les footballeurs sont toujours régis officiellement par un statut amateur. Malgré ces renforts, le club rémois peine à prendre le dessus sur l'US Deux-Vireux, champion de la Ligue du Nord-Est de 1929 à 1934,.

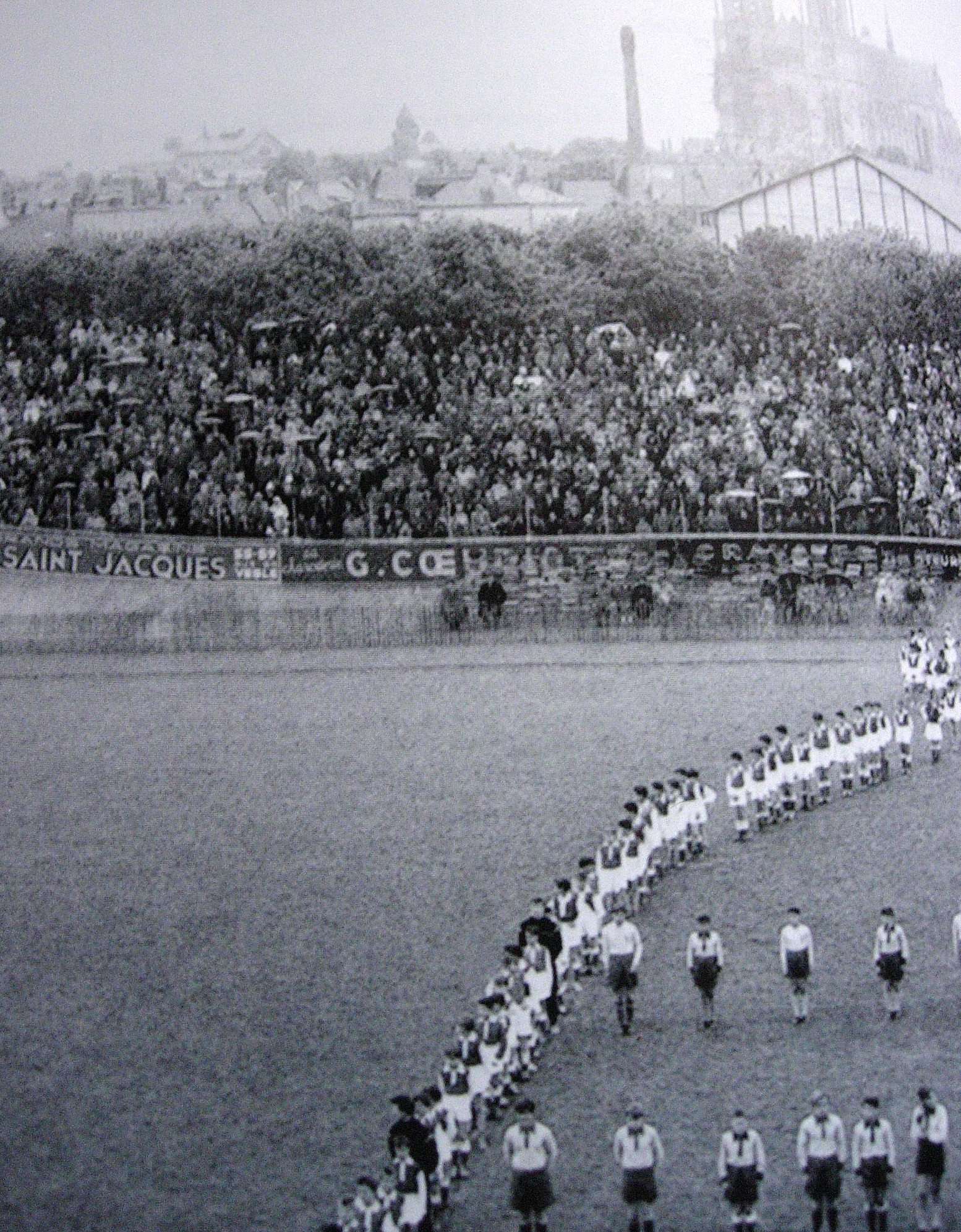
Le stade vélodrome municipal de Reims avant la Seconde Guerre mondiale.

Le 8 février 1932, un projet de construction d'un stade en ville, œuvre de l'architecte Henri Royer, est voté par le conseil municipal. Le chantier du nouveau stade vélodrome, débuté à l'été 1933, nécessite le concours des chômeurs de la région. En 1934, l’Écossais Billy Aitken est débauché de l'AS Cannes et arrive comme entraîneur-joueur. Une nouvelle enceinte, le Stade municipal vélodrome, est inaugurée par une victoire sur les rivaux de Vireux, confirmée au match retour dans les Ardennes. Le club remporte enfin la division d'honneur du Nord-Est, ce qui lui offre sa promotion en deuxième division professionnelle. Qualifiés à ce titre pour la première édition du championnat de France amateur, les Rémois écartent notamment Quevilly (3-2) et atteignent la finale du championnat. Face au FC Bordeaux, ils s'imposent 2-1 à Maisons-Alfort, s'adjugeant le titre de champion de France amateurs 1935. Le 2 juin 1935, l'inauguration officielle du stade, devant le président de la République Albert Lebrun, est le cadre d'une affiche : la réception du FC Sochaux, tout frais champion de France, qui l'emporte 6-1. Les Stadistes adhèrent au professionnalisme dans la foulée et le groupement des supporters « Allez Reims » est créé.
Installés dans leur stade flambant neuf, les Rémois connaissent les pires difficultés à suivre le rythme de la D2 durant trois saisons malgré le concours des entraîneurs qui se succèdent sur le banc : le Suisse Léopold Kielholz, l'Arménien Sarkis Garabedian, entraineur-joueur, Valère de Besveconny, de retour en France après sa suspension de 1933, puis l'Autrichien Erich Bieber. En septembre 1938, le Stade, présidé depuis 1936 par Maurice Hutin, fusionne avec le Sporting Club rémois, fondé en 1904, grand rival du Stade et dont le prestige local était considérable. Le SC participa notamment aux 32e de finale de la Coupe de France en 1923, 1924, 1926, 1927, 1929, 1932 et 1934, et fut sacré champion du Nord-Est en 1938. Le Sporting souhaitant à son tour adopter le statut professionnel, la Fédération invite les deux clubs à s'entendre. Le Stade donne son nom et ses joueurs à la nouvelle association, le Sporting ses couleurs, le rouge et le blanc, et ses dirigeants, parmi lesquels Charles Hiltgen, Vincent Canard et Henri Germain, qui seront les trois présidents suivants.
Un an plus tard, le Stade de Reims termine sa quatrième saison en deuxième division à la sixième place, son meilleur classement jusqu'alors, et atteint les quarts de finale de la Coupe de France, où il doit s'incliner face à l'AS Saint-Étienne, une des meilleures équipes de l'élite. En outre, la réserve rémoise remporte à son tour le championnat de France amateur,.

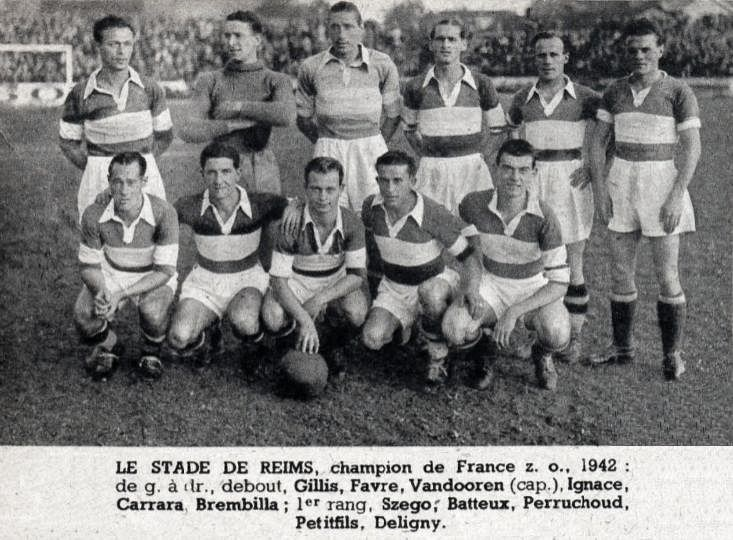
Le Stade de Reims champion de France de zone occupée, en mai 1942.

Le déclenchement de la Seconde Guerre mondiale et la mobilisation de septembre 1939 perturbent le lancement de la saison 1939-1940. Étant donné les complications matérielles causées par la « drôle de guerre », la poule unique de première division est remplacée par un championnat en trois groupes régionaux, dont les vainqueurs étaient censés s'affronter en mai 1940. L'arrêt des activités de plusieurs clubs conduit les autorités à intégrer administrativement le Stade de Reims dans le groupe Nord de la première division, malgré un classement insuffisant pour être promu l'année précédente. Reims termine 3e sur dix d'une compétition qui ne va pas à son terme. La déroute française et l'armistice du 22 juin 1940 conduisent à l'organisation d'un championnat sous l'Occupation allemande. L'organisation éclatée de la première division s'inscrit dans les zones administratives définies par les nazis : la zone libre, la zone occupée, dont fait partie Reims, et la zone interdite. Quatrième sur sept équipes en 1941, Reims termine finalement premier de sa poule en 1942, devant le FC Rouen et le Red Star, face auquel il perd la finale territoriale de la Coupe de France (le Red Star remportera la finale interzone). L'année suivante, Reims termine 5e d'un « groupe Nord » réunissant les clubs des anciennes zones occupée et interdite. Lors de la saison 1943-1944, seules sont autorisées en France les « équipes fédérales », créées administrativement par les autorités et dont les joueurs sont payés par l’État. L'« Équipe fédérale Reims-Champagne » réunit le Stade de Reims, Sedan-Torcy et Troyes, sous la direction sportive d'Henri Germain. Elle ne s'incline qu'en finale de la Coupe de France et termine en milieu de tableau du championnat réunifié. L'expérience ne rencontre pas le succès espéré et dès la saison suivante, les clubs retrouvent leur indépendance - Reims termine 4e du groupe Nord.
La direction du Stade sort blanchie de tout soupçon de collaboration avec la puissance occupante et le régime de Vichy. Apparemment, le seul joueur juif à Reims, l'Autrichien Kurt Platzek, est interné en 1939, comme la plupart des « étrangers ennemis », dans un camp aux environs de Mourmelon-le-Grand. Il en est libéré en 1940, ce qui lui permet de fuir dans le sud du pays,.

### Le grand Reims (1945-1962)

Provenance des principaux joueurs du Stade de Reims entre 1945 et 1955.

Robert Jonquet lors de TFC-Reims en 1950.

Bien que, sportivement, le Stade de Reims n'ait théoriquement pas sa place en première division du championnat de France du fait de son classement en 1939, ses performances au cours des années de guerre, la fusion de plusieurs clubs et le passage de la compétition de seize à dix-huit équipes lui permettent d'être finalement promu administrativement par la fédération. On donne à cette époque au stade vélodrome le nom d'Auguste Delaune, sportif, communiste et résistant, mort sous la torture en 1943.

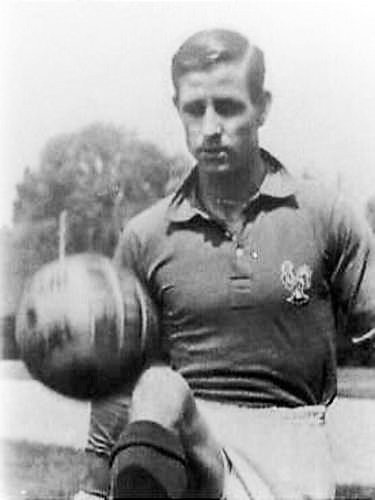
Raymond Kopa en 1960.

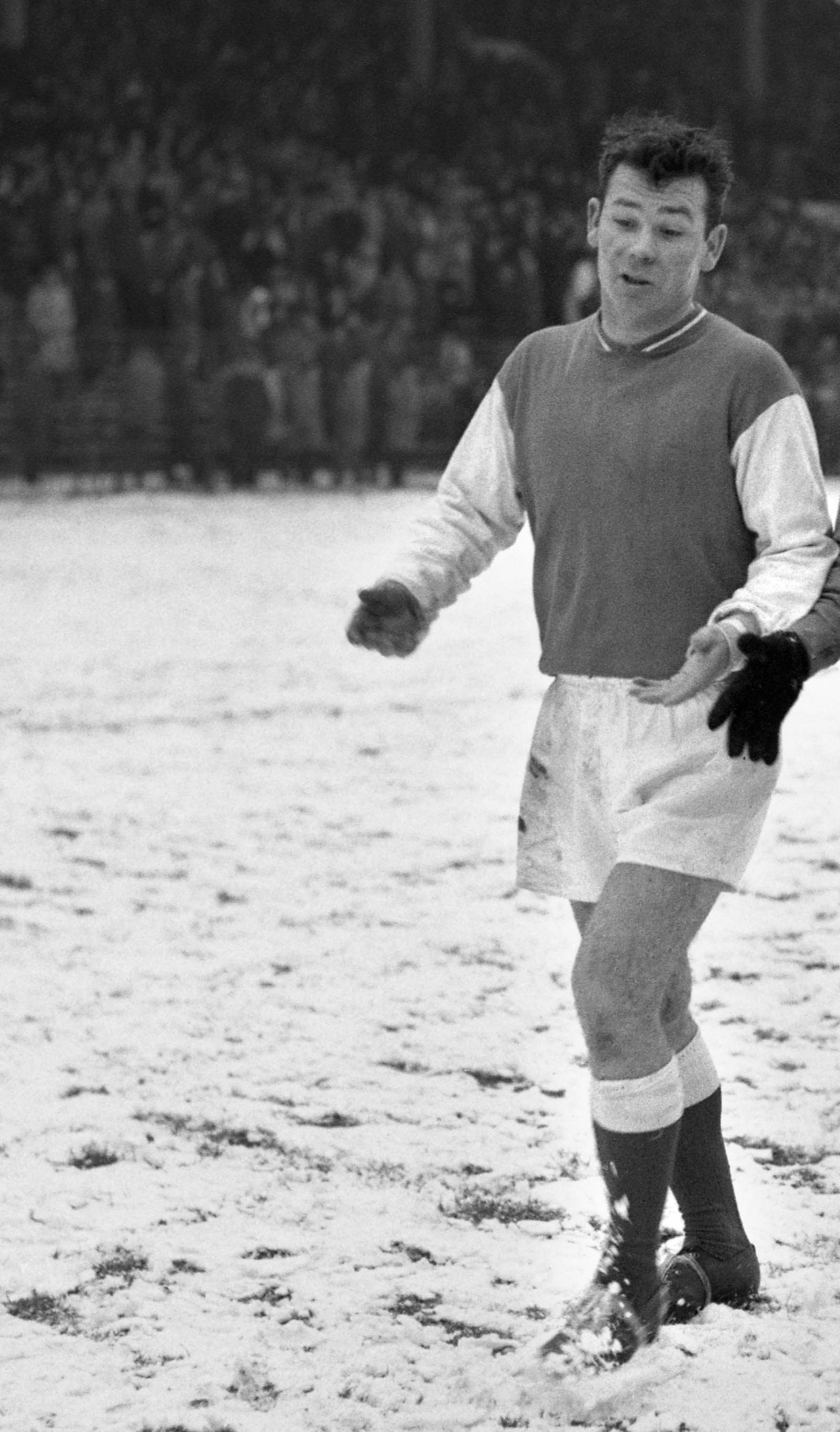
Just Fontaine en 1960.

Le nouveau venu s'installe dès lors et de façon durable au sommet de la compétition : il ne terminera jamais les saisons au-delà de la 4e place pendant les dix premières années d'après-guerre. Emmené par son redoutable buteur Pierre Sinibaldi, le Stade est le dauphin du CO Roubaix-Tourcoing en 1947 – les Nordistes enlèvent le titre grâce à une victoire décisive à Reims en fin de saison. Cette même année, les Rémois s'inclinent en quart de finale de la Coupe de France sur le terrain d'une équipe de D2, l'AS des Charentes. L'entraîneur-joueur Henri Roessler n'hésite pas à piocher dans le brillant groupe de joueurs amateurs composant la réserve, pour compléter un effectif professionnel limité à quinze joueurs, composé presque uniquement de locaux. La politique de Pierre Perchat (1904-1962), recruteur du Stade de Reims à partir de 1931 et propriétaire en 1945, était peu commune en France à cette époque,,, le club recrutant essentiellement de jeunes talents, venant principalement du Nord-Est de France. Comme un symbole, la réserve remporte en 1948 le Championnat de France amateur pour la deuxième fois.
Deux ans plus tard, c'est enfin la consécration avec le premier titre national du club, arraché au Lille OSC grâce à une deuxième partie de saison de toute beauté, au cours de laquelle les Rémois remportent douze de leurs quatorze derniers matchs. Invités à la première édition de la Coupe latine, qui réunit en Espagne les champions italien, espagnol, portugais et français dans une compétition à élimination directe, ils s'inclinent largement face au FC Barcelone. Les Rémois ne conservent pas leur titre l'année suivante mais remportent pour la première fois la Coupe de France grâce à une victoire en finale sur le Racing Club de Paris (2-0).
L'entraîneur Roessler démissionne en 1950. Le duo à la tête du club, formé par le directeur sportif Henri Germain et le président Victor Canard, nomme l'attaquant Albert Batteux comme son successeur. Après deux saisons moins réussies, le travail de Batteux porte ses fruits, bien aidé en cela par l'émergence du jeune meneur de jeu Raymond Kopa. En 1953, les Rémois remportent le championnat sans conteste, présentant la meilleure attaque (grâce notamment aux réalisations du seul étranger de l'équipe, l'international néerlandais Bram Appel, qui a glissé sur le côté droit pour laisser l'axe à Kopa), et la meilleure défense. Seul accroc : leur élimination surprise en 32e de finale de la Coupe de France face aux amateurs du Stade Malherbe caennais, en janvier. Qualifiés à ce titre pour la Coupe latine, ils y battent Valence, puis le Milan AC époque Gre-No-Li, en finale (3-0, doublé de Kopa). Le fameux « jeu à la rémoise », un jeu offensif, technique et rapide, est né, à l'opposé du jeu physique en vogue jusqu'alors.
Dépassés en toute fin de saison 1953-1954 par le Lille OSC (qu'ils battent cependant en finale de la Coupe Charles Drago), les Rémois prennent leur revanche la saison suivante en remportant le championnat pour la 3e fois, René Bliard terminant meilleur buteur avec 30 réalisations. En Coupe latine, organisée au Parc des Princes à Paris, ils arrachent la victoire en demi-finale face au Milan AC à l'issue d'un match marathon, grâce à un but en or inscrit après 138 minutes de jeu (3-2 a.p.),. Mais ils s'inclinent en finale devant le Real Madrid CF. Ils remportent en revanche facilement la première édition du Challenge des champions face aux Lillois. Albert Batteux se voit offrir le poste de sélectionneur de l'équipe de France, qu'il accepte d'assurer en parallèle.
En 1955, la Coupe des clubs champions européens est créée, qui devient l'objectif des dirigeants. Les Rouges et Blancs concentrent leurs efforts sur cette compétition, comme l'illustre leur dixième place en championnat, et écartent successivement les Danois d'AGF Århus, les Hongrois du Budapesti Voros Lobogo et les Écossais d'Hibernian FC, se qualifiant ainsi pour la finale où ils retrouvent le Real Madrid. Après un match épique au Parc des Princes, les Espagnols l'emportent sur le score de 4 buts à 3, alors que les Rémois ont mené au score 2-0 puis 3-2,. La presse salue ce match incertain, dramatique et du meilleur niveau mondial. La désillusion est cependant grande pour les Français, d'autant que leur meneur de jeu Raymond Kopa quitte son équipe à l'issue de la rencontre pour rejoindre Madrid, contre 52 millions de francs.
Distancé en championnat, le Stade est éliminé en février 1957 de la Coupe de France par les amateurs algérois de l'Union d'El Biar, vainqueurs 2-0 à Toulouse. Il termine finalement au 3e rang, grâce notamment aux 30 buts de sa dernière recrue, le buteur venu de l'OGC Nice Just Fontaine. Ce dernier améliore encore son score la saison suivante avec 34 buts en 34 matchs, contribuant ainsi largement au nouveau titre des rouges et blancs, qui réalisent de plus le doublé en enlevant la Coupe de France au Nîmes Olympique. Sélectionné comme nombre de ses coéquipiers pour la Coupe du monde de 1958, Fontaine y inscrit un record de treize buts avec l'équipe de France, qui termine finalement la compétition à la 3e place.
Reims retrouve ainsi la Coupe des clubs champions européens avec une certaine ambition. Après des victoires sur le Standard de Liège ou encore les Young Boys de Berne, Reims se qualifie pour la finale où il retrouve de nouveau le Real Madrid, triple tenant du titre, à Stuttgart. Cette fois, Raymond Kopa joue dans le camp adverse. Reims s'incline logiquement mais semble mieux digérer cette défaite, atténuée par le retour de Kopa dans l'équipe pour la saison suivante.

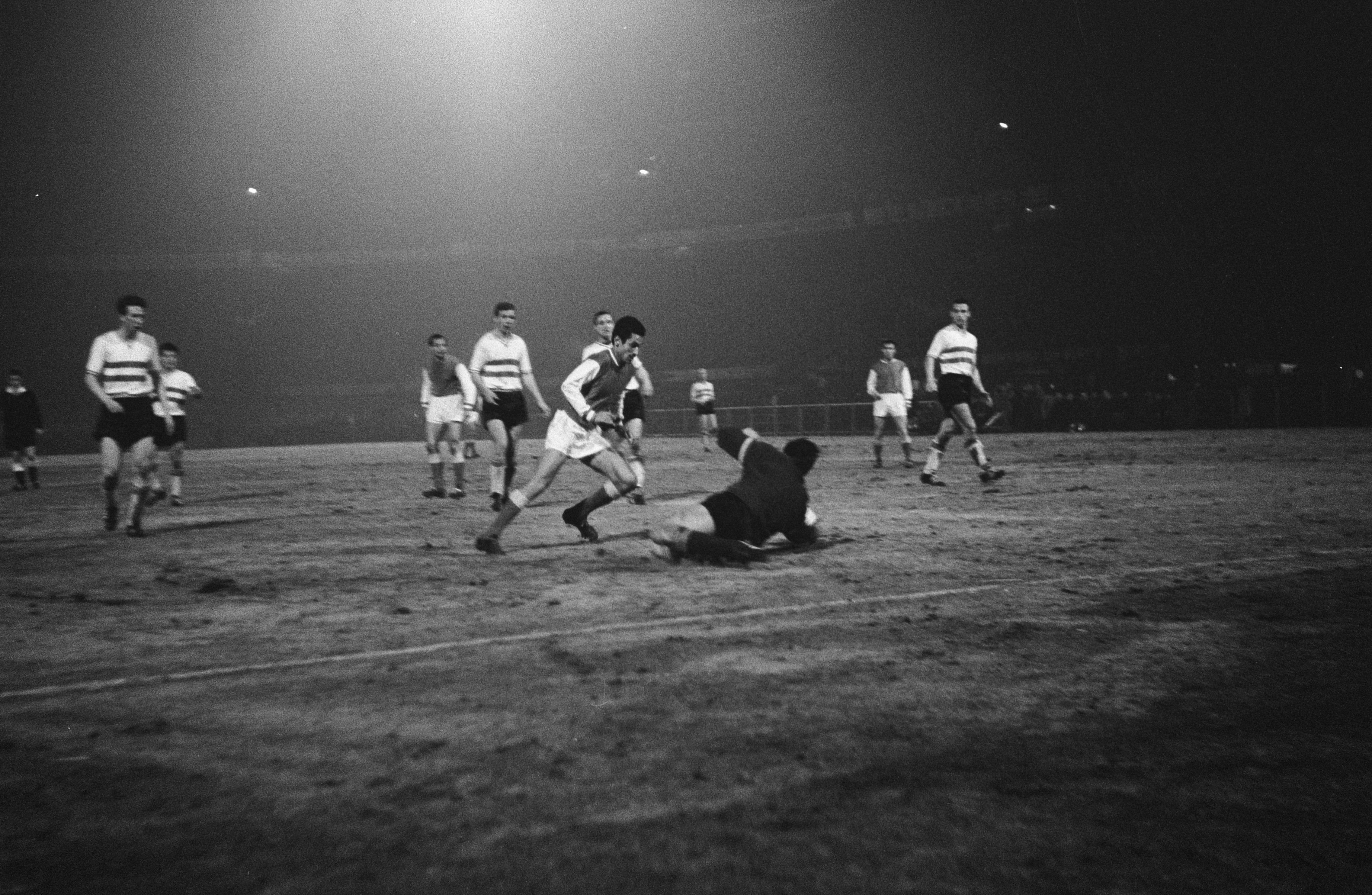
Quart de finale de C1 face au Feyenoord Rotterdam en mars 1963 (1-1).

Reims remporte deux nouveaux titres de championnat en 1960, en dominant avec une certaine facilité ses concurrents, et en 1962. Cette dernière saison, le RC Paris et Reims, vainqueur de son dernier match 5-1, terminent en tête à égalité de points et avec la même différence de buts - malgré la meilleure attaque du Racing, le titre est décerné aux Rémois à la moyenne de buts,. En 1964, la règle de la moyenne de buts est remplacée par celle de la différence de buts. Just Fontaine prend sa retraite en 1962, et Reims termine au deuxième rang la saison suivante, derrière l'AS Monaco.
Les parcours décevants en Coupe d'Europe (défaite au deuxième tour en 1960-1961 face aux Anglais de Burnley FC ; en quart de finale deux ans plus tard face au Feyenoord Rotterdam) et l'indépendance de Batteux vis-à-vis des dirigeants conduisent Henri Germain, devenu seul président depuis le départ de Vincent Canard en 1953, à ne pas renouveler le contrat de l'entraîneur à la fin de la saison 1962-1963, officiellement pour des raisons budgétaires. Le départ de l'emblématique entraîneur marque la fin de l'heure de gloire du Stade de Reims et de son « football champagne », bientôt remplacés au sommet du football français par l'AS Saint-Étienne, dont Batteux est nommé entraîneur en 1967.

### Retour à des performances ordinaires (1963-1979)

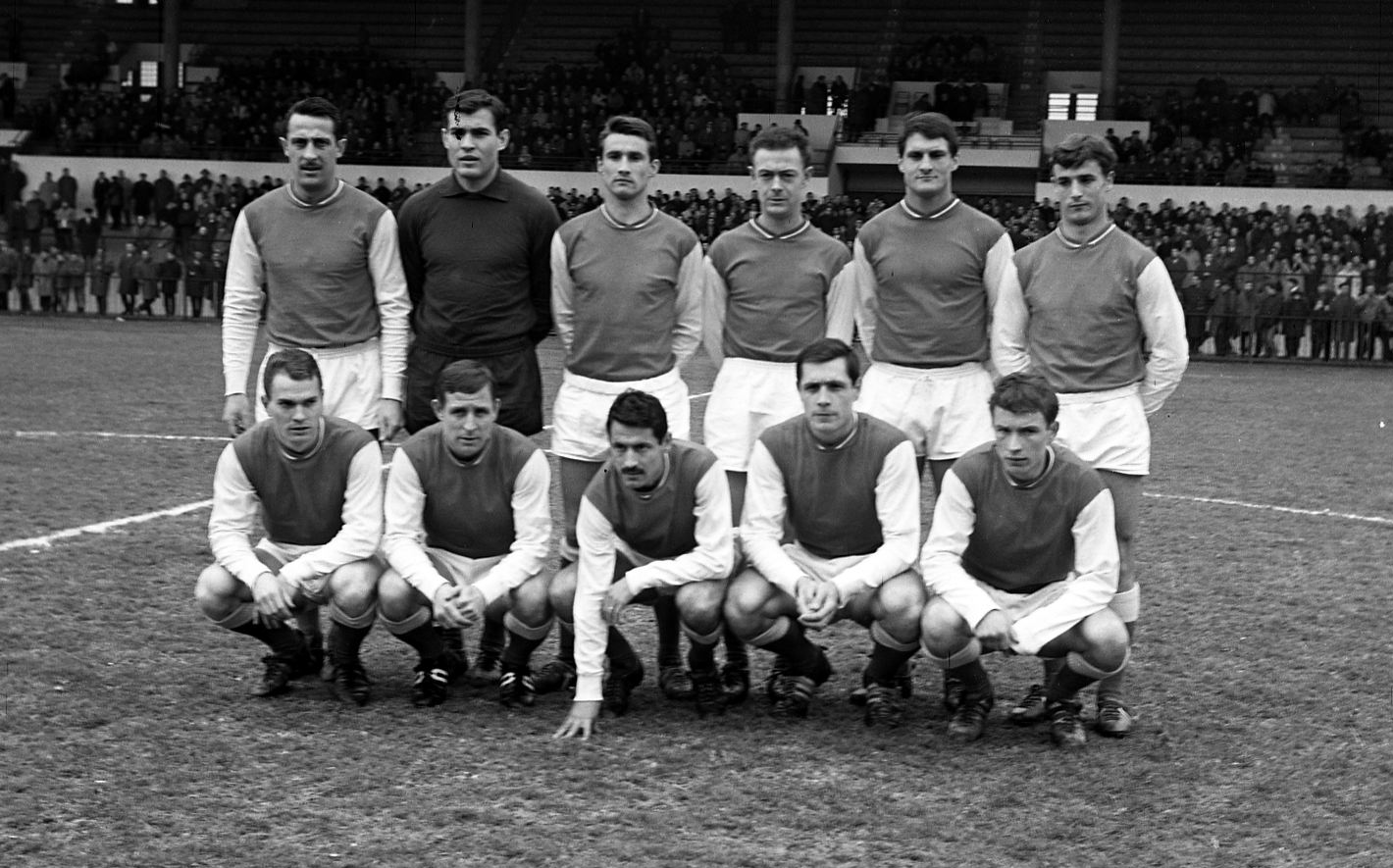
L'équipe de Reims en 1965 au Stadium de Toulouse.

Le successeur de Batteux est Camille Cottin, revenu à Reims après un premier passage comme entraîneur-joueur en 1940-1941. Handicapé par les absences de ses titulaires (Kopa suspendu plusieurs mois pour ses propos dans la presse sur la situation des footballeurs et pour un différend avec le sélectionneur français, Piantoni, Rodzik et Wendling blessés notamment), Cottin ne peut éviter la chute de son équipe en queue de peloton. La nomination de Jean Prouff comme conseiller technique en décembre ne permet pas aux Rémois de redresser la barre, qui terminent finalement au 17e et avant-dernier rang du championnat, synonyme de relégation. Disposant encore de la meilleure attaque du championnat la saison précédente, l'équipe rémoise pointe au dernier rang dans ce domaine. Seule consolation pour le vice-champion 1963, la victoire de ses jeunes en Coupe Gambardella.
Si Kopa accepte de rester à Reims, le club doit composer avec de nombreux départs parmi lesquels Jean Vincent, Raymond Kaelbel, Rodzik et Piantoni. Les affluences relativement modestes à Auguste-Delaune (moins de 10 000 spectateurs de moyenne lors de la saison du titre en 1962) et la fin du système de partage des recettes avec le club visiteur grèvent sa trésorerie. L'ancien capitaine Robert Jonquet est nommé entraîneur. Alors qu'il vise logiquement une remontée rapide dans l'élite, le club rémois échoue à deux reprises. L'objectif est finalement atteint en 1966, avec la quête par la même occasion du titre de champion de France de deuxième division. Malgré son rôle capital dans la formation et le recrutement des précédentes générations de joueurs, Henri Germain est l'objet de critiques croissantes sur son mode de gestion paternaliste; il prend du recul et cède la direction à José Perez, le président du Bicycle club rémois.
Le Stade connaît dès 1967 une nouvelle relégation, en dépit du remplacement de Jonquet en avril. Alors que Raymond Kopa arrête là sa carrière de joueur, le club retourne trois nouvelles saisons en D2, sous la direction d'Émile Rummelhardt puis d'Élie Fruchart, deux entraîneurs expérimentés venus de l'extérieur. D'abord troisième et barragiste malheureux en 1968, Reims termine à la huitième place en 1969, malgré le retour d'Espagne de l'ancien meneur international Lucien Muller. Puis le Stade rate les barrages la saison suivante à cause de sa quatrième position au classement. Les instances du football français décident cependant cette année-là de repasser la première division de 18 à 20 clubs ce qui, avec l'abandon du FC Rouen, libère trois places en première division : l'US Valenciennes-Anzin, dernier de la saison régulière, l'AC Ajaccio et l'Olympique avignonnais, battus en barrages, sont repêchés. Les Avignonnais n'offrant pas les garanties financières nécessaires à l'accession dans l'élite à ses yeux, la Fédération française de football décide de faire bénéficier au Stade de Reims la place restante « en fonction de son illustre passé ». Le Stade se trouve promu en D1 pour la saison 1970-1971 à la grande joie des observateurs et des médias.
Le président Germain est rappelé à la barre. Suit une période sans grand éclat, qui ne permet pas au Stade de Reims de retrouver son lustre d'antan -malgré les ambitions de ses dirigeants- mais pendant lequel il se maintient sans trop de difficultés dans la première partie du classement. Les entraîneurs se succèdent : Léon Desmenez à deux reprises, Célestin Oliver, Lucien Leduc, l'ancien joueur rémois Michel Leblond, puis Pierre Flamion à partir de 1975. Les Rémois connaissent deux bonnes saisons : en 1973-1974, ils finissent au sixième rang, notamment grâce aux 30 buts de leur nouveau goleador argentin Carlos Bianchi (venu remplacer Delio Onnis parti à l'AS Monaco), sacré meilleur buteur du championnat. Deux ans plus tard, ils terminent cinquièmes, la meilleure place du club depuis treize ans, Bianchi obtenant une seconde fois le titre de meilleur buteur avec 34 réalisations. Ils l'emportent notamment à Delaune sur les futurs champions stéphanois lors d'un match de championnat de toute beauté (3-2).
La Coupe de France permet également à Reims de briller. Éliminés au stade des demi-finales sur le terrain de l'Olympique de Marseille en 1972, les Rémois atteignent en 1977 la finale. Privés de Bianchi blessé, ils s'inclinent en toute fin de match face aux Verts de l'AS Saint-Étienne (2-1). Après cette défaite amère, Germain cède définitivement la présidence de la section professionnelle à Serge Bazelaire, Jean-Claude D'Arménia remplaçant sur le banc Pierre Flamion, promu directeur sportif.
Malgré la vente de Carlos Bianchi au Paris Saint-Germain à l'intersaison, le club connaît cependant bientôt d'importantes difficultés financières, d'autant que les résultats pâtissent du départ du buteur argentin. En décembre 1978, le président Bazelaire annonce le dépôt de bilan du club, dont le déficit se monte à six millions de francs. Aidé par d'autres membres de l'élite et par une campagne de solidarité orchestrée par les médias, le Stade de Reims se sauve grâce au support de la Mairie mais doit licencier de nombreux joueurs et ses entraîneurs pour pouvoir continuer le championnat. Ne pouvant compter que sur un effectif décimé, Reims accumule les défaites et termine à la dernière place en 1979, avec seulement trois victoires à son actif.

### Le déclin et la chute (1979-1992)
Dans une situation financière précaire, le Stade de Reims se lance dans le championnat de deuxième division 1979-1980 avec une équipe rajeunie, dirigée par l'expérimenté René Vernier, remplacé de la saison suivante par le duo Robert Jonquet-Léon Desmenez. Les jeunes Rémois parviennent à éviter la catastrophe d'une nouvelle relégation mais n'évoluent qu'en milieu de tableau. Un recrutement plus ambitieux en 1981 permet au Stade de se mêler à la lutte pour la montée : après une première saison prometteuse, Reims n'est devancé en 1983 que par Toulon, à la différence de buts. Deuxième, le club doit disputer les barrages de montée, où il s'incline de justesse face au Nîmes Olympique.
Faute d'obtenir la montée, Pierre Phelipon, arrivé en 1982, est remplacé en mars 1985 par Carlos Bianchi, le buteur argentin revenu quelques mois plus tôt à Reims pour terminer sa carrière. Ce dernier échoue à son tour à décrocher une promotion dans l'élite, son équipe terminant au 4e rang en 1986 et 1987. Il la fait en revanche briller en Coupe de France : en 1987 quand elle défie en demi-finale l'Olympique de Marseille à Auguste-Delaune devant une affluence record de 27 774 spectateurs, puis au même stade en 1988 face au FC Metz, que Reims bat 3-1 à domicile après une défaite 4-0 en Lorraine.
Bianchi s'en va, remplacé par l'ancien international Dominique Bathenay, renvoyé après un an. Le responsable de la formation, Robert Sarre, est également remercié. Jacky Lemée ne fait pas mieux. Les entraîneurs se succèdent et l'effectif rémois, fortement remanié, ne parvient plus à sortir de l'anonymat du milieu de tableau. Le stade Auguste-Delaune se vide peu à peu. À l'été 1990, la situation financière du club est très mauvaise, puisqu'il est fait état de 41 millions de francs de dettes et se voit menacé de perdre le statut professionnel. Un industriel de la région, Gérard Migneaux, s'engage un temps à reprendre le club – permettant ainsi son maintien en D2 – avant de se rétracter. Finalement, le président Bazelaire sauve temporairement la situation avant de passer la main en janvier 1991 à Robert Ravillon. Malgré l'inespérée sixième place obtenue par les hommes de Didier Notheaux, et leur victoire en Coupe de la Ligue (ancienne version, disputée l'été) en 1991, les caisses restent désespérément vides. En l'absence de repreneur financier, le Stade de Reims est finalement rétrogradé en Division 3.
Une dette supérieure à 50 millions de francs pousse finalement le Tribunal de grande instance de Reims à prononcer la liquidation judiciaire du club au mois d'octobre 1991. Le Stade de Reims devient le « Stade de Reims Champagne FC », auquel la fédération permet de continuer le championnat. Malgré les bonnes prestations de l'équipe sur le terrain, elle ne peut même pas disputer le dernier match de la saison : une nouvelle liquidation judiciaire est prononcée le 11 mai 1992 par le tribunal, avec pour conséquence la cessation de toute activité. Les 230 coupes, 200 fanions brodés et la totalité des archives du club sont alors vendus aux enchères à l'homme d'affaires Alain Afflelou.

### La reconstruction (1992-2004)
Le club, rebaptisé « Stade de Reims Champagne », renaît de ses cendres en juillet 1992 sous la direction de Jean-Claude Hérault. La nouvelle équipe, composée de nouveaux joueurs venus relever le défi et encadrée par des bénévoles, démarre en division d'honneur du groupe Nord-Est, le 6e échelon du football français. L'été suivant, l'ancien professionnel Tony Giannetta revient comme entraîneur-joueur et fait remonter le club en National 3 pour sa première saison sur le banc. Alors que l'ambition des dirigeants est de connaître une nouvelle promotion dans les deux ans, les rouges et blancs échouent en 1995 en barrages d'accession en National 2, face à l'ES Segré. Giannetta laisse alors sa place à Manuel Abreu.
Le président Hérault disparaît brutalement en janvier 1996 ; Christian Doisy prend provisoirement sa succession, le temps que Christophe Chenut, soutenu par le groupe Speedy, prenne les commandes à l'intersaison. Les trophées du club, vendus en 1992 lors du redressement judiciaire, sont rachetés pour un franc symbolique en novembre 1996. Les Rémois remportent finalement leur championnat en 1998 (avec un bilan de 23 victoires et cinq nuls en 28 journées) et accèdent au Championnat de France amateur (CFA). Troisième du classement mais deuxième équipe amateur, le Stade est invité à disputer un barrage de montée face aux seconds des autres poules, à la suite de la liquidation du FC Mulhouse, club de National. Devancé par la GSI Pontivy, face à laquelle il concède un match nul (3-3), Reims bénéficie de l'interdiction de montée imposée par la direction nationale du contrôle de gestion (DNCG) aux Bretons le 24 juin, du fait du déficit affiché dans le budget prévisionnel annoncé. Après la confirmation en appel et le vote du conseil fédéral de la Fédération française de football, réuni le 23 juillet, par 8 voix contre 7, Reims est officiellement promu en National. « Difficile de nier que le prestige du club champenois n’a pas influencé les « jurés » dans cette histoire et a sans doute fait pencher l’avis qui a fait la différence », écrit le journaliste Arnaud Tulipier dans France Football. Malgré les lettres de soutien envoyées par des clubs du National et la menace de boycott brandie par le président du FC Istres, le Stade de Reims est repêché sur « tapis vert ». Le 28 juillet, le remplacement est officialisé par la fédération.
Le club reprend le nom « Stade de Reims » en juillet 1999. Recruté en novembre 2000, Marc Collat parvient à le faire remonter en Ligue 2 à l'issue de la saison 2001-2002, après trois saisons en National. Le club retrouve alors le statut professionnel, perdu dix ans auparavant. Cette même saison, il atteint les quarts de finale de la Coupe de France, éliminé par l'Amiens SC. Malheureusement les Rémois redescendent en National dès la saison suivante. Pourtant, ils réalisent de nouveau un parcours notable en coupe de France, en ne se faisant éliminer qu'en huitième de finale par les rivaux du Club sportif Sedan Ardennes (1-1, 4-5 tab). Un an plus tard, Reims, entraîné cette fois par Ladislas Lozano, retrouve la Ligue 2 et remporte par la même occasion le titre de champion de France du National.

### Le retour dans l'élite (2004-2013)

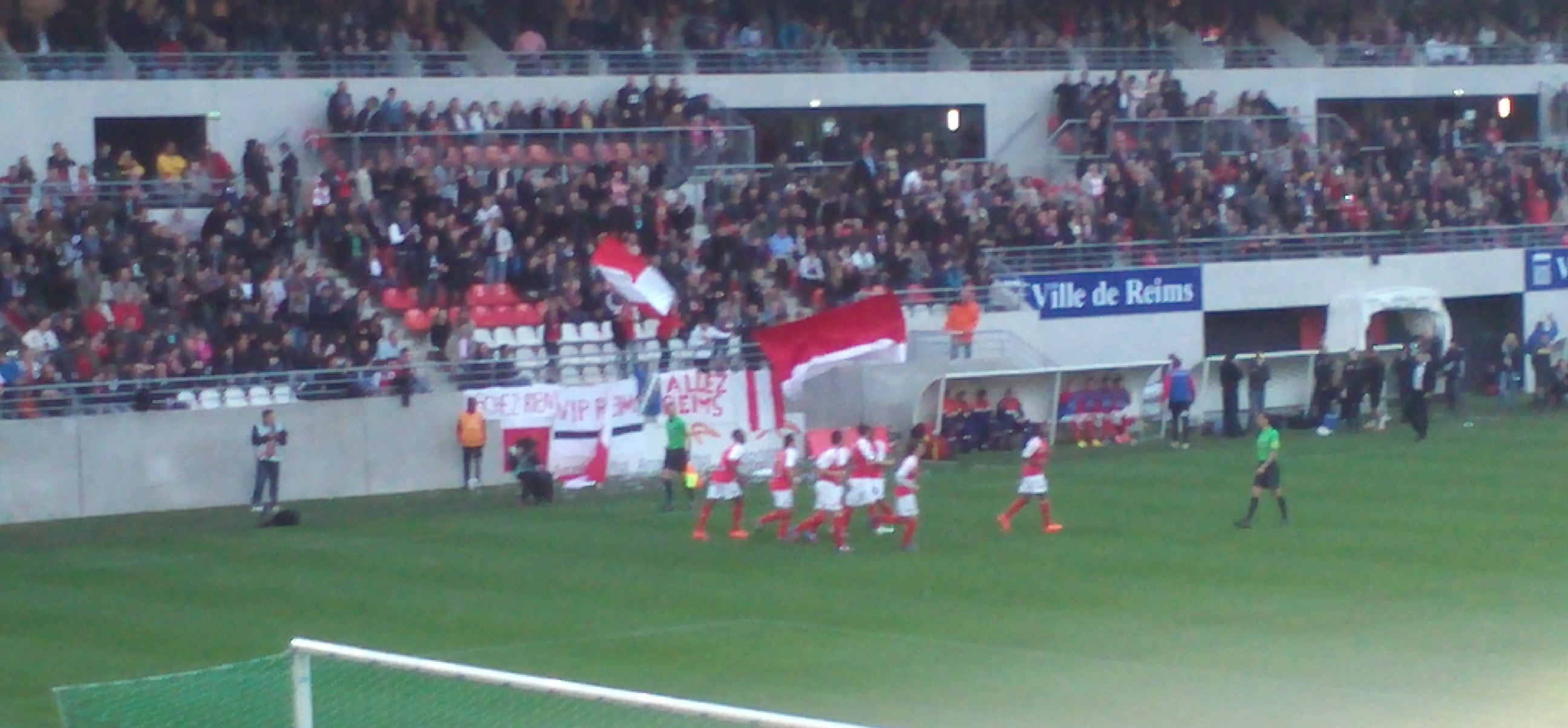
Célébration des joueurs après un but rémois.

Jean-Pierre Caillot, partenaire financier depuis 1993 et vice-président depuis 2001, est élu président le 14 mai 2004. Durant cinq ans le club peine, se battant chaque saison pour obtenir son maintien, son meilleur classement étant la 11e place obtenue lors de la saison 2006-2007. C'est lors de cette dernière saison qu'il atteint les demi-finales de la Coupe de la Ligue : après des victoires sur l'AS Monaco et le Stade rennais notamment, il est battu par les Girondins de Bordeaux, futurs vainqueurs de l'épreuve (2-1). La stabilisation en Ligue 2 est incarnée par le maintien de Thierry Froger, sur le banc de 2005 à 2008, et par la reconstruction progressive du Stade Auguste-Delaune entre 2004 et 2008.

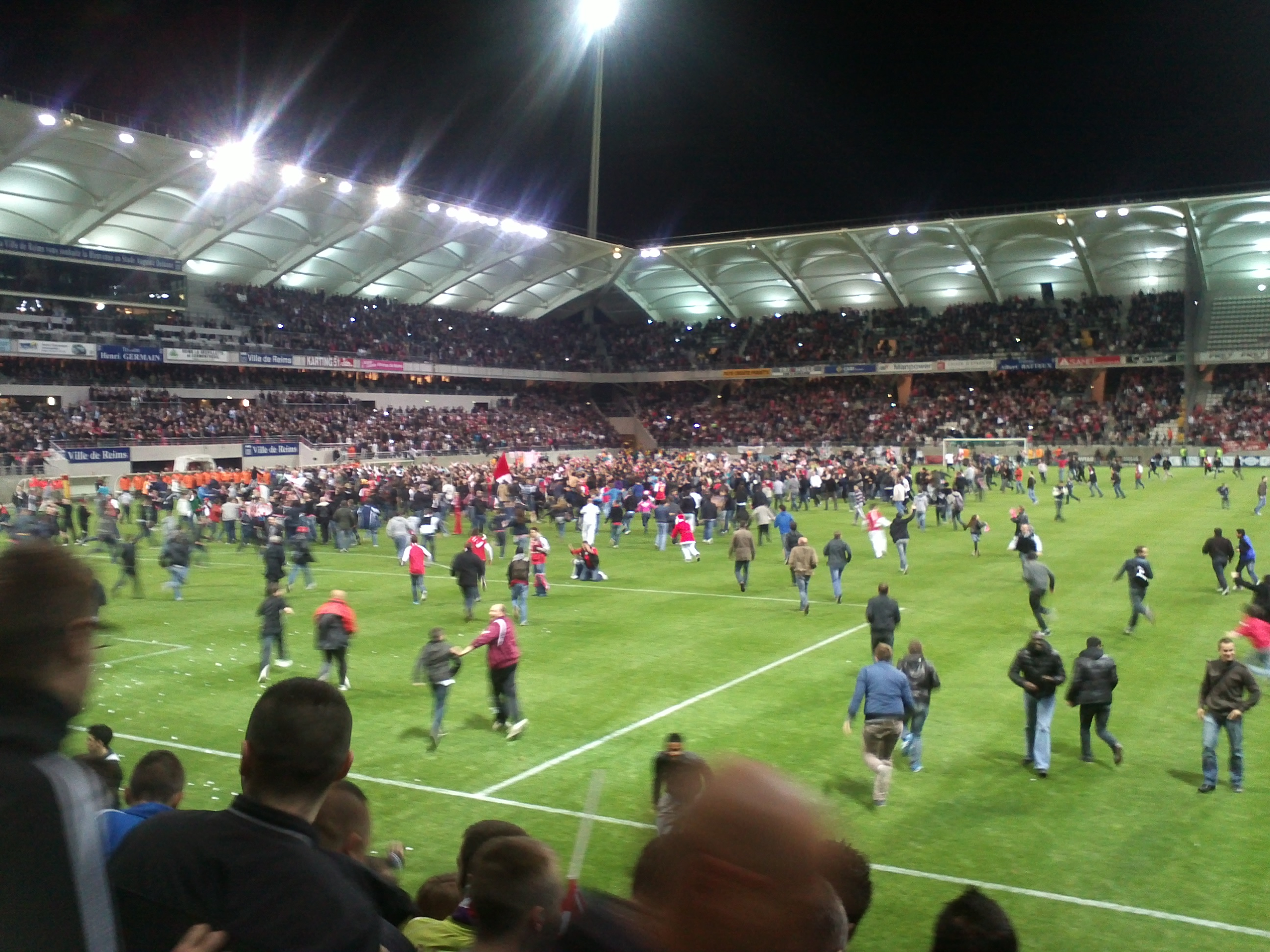
Envahissement du terrain du stade Delaune après le match Reims-Monaco, mai 2012.

La saison 2008-2009, au cours de laquelle la nouvelle enceinte est inaugurée officiellement, tourne pourtant au cauchemar. Froger est remplacé par Didier Tholot, venu faire pratiquer aux Rémois un jeu plus offensif. Le départ des joueurs cadres n'est pas compensé, et les hommes de Tholot obtiennent des résultats catastrophiques. Le nouvel entraîneur est écarté dès le mois de décembre, son équipe atteignant la trêve hivernale avec douze points seulement. Malgré le redressement opéré sous la direction du médiatique Luis Fernandez, elle sombre en National.
Avec le retour de Marc Collat, les Stadistes sont vice-champions de National l'année suivante et remontent donc en Ligue 2. L'entraîneur prend sa retraite dans la foulée, son adjoint Hubert Fournier prenant ensuite la relève. Il connaît alors une première partie de saison 2010-2011 difficile, au point que le club est premier relégable à mi-saison. Les Rémois pourtant se réveillent : ils réalisent un redressement spectaculaire, terminant au 10e rang en championnat et ne sont éliminés de la coupe de France qu'en quart de finale par l'OGC Nice, après avoir éliminé notamment Montpellier et Rennes (4-3).
En 2011-2012, malgré des départs importants, le club commence le championnat sur la lancée de la saison dernière. Premier au soir de la 4e journée après des victoires sur des concurrents à la montée, l'équipe reste sur le podium tout au long de la saison, en compagnie du SC Bastia, auquel il reprend brièvement la tête en février. Le Stade de Reims valide finalement sa promotion en Ligue 1 le 11 mai 2012, 33 ans après sa dernière participation au plus haut niveau national. Lors de la saison 2012-2013, le Stade de Reims atteint son objectif en se maintenant en Ligue 1, maintien validé lors de la 37e journée.

### De nouvelles ambitions (2013-2016)
Lors de la saison 2013-2014, le Stade de Reims arrive avec de nouvelles ambitions et souhaite garantir son maintien avant la dernière journée. Alors que le début de saison est très bon et loin de la 2e partie de tableau (5e dès la 3e journée), un petit moment de doute met Reims à la 7e place à l'issue de la 1re partie de saison (10 points de plus que l'année dernière, avec 8 victoires, 7 nuls et 4 défaites, pour l'anecdote, l'année dernière, ils avaient 8 défaites, 7 nuls et 4 victoires, soit le contraire de cette saison). Cela montre que le Stade de Reims a beaucoup progressé. Alors qu'il reste 13 journées à disputer, Reims est 7e à 3 points des places européennes (à titre de comparaison, Reims était à la 17e place, au même moment, l'année dernière à 1 point de la 18e place). Cependant, Reims termine à la 11e à 1 point de la dixième place.
Pendant le mercato, le club voit partir son meilleur joueur Grzegorz Krychowiak qui signe au FC Séville et son entraîneur Hubert Fournier, qui signe à Lyon. Celui-ci est remplacé par Jean-Luc Vasseur (US Créteil-Lusitanos). Après un début de saison compliqué malgré le bon match nul face au PSG (2-2), le club se reprend et termine la 1re partie de saison à la 9e place avec 28 points. Mais une phase retour catastrophique (11 points en 12 matchs) entraîne le limogeage de Jean-Luc Vasseur le 7 avril 2015 au profit d'Olivier Guégan, son adjoint. Celui-ci réussit finalement à maintenir le club dans l'élite.
Pendant l'été 2015, le club signe l'arrivée du Géorgien Jaba Kankava. Le footballeur géorgien reste sur un parcours historique puisque son club ukrainien du Dnipro Dnipropetrovsk est allé jusqu'en finale de la Ligue Europa 2014-2015 mais se dit désireux de découvrir l'« un des cinq grands championnats européens ». Malgré de bonnes premières journées, le restant de la saison est très difficile pour Reims qui pointe à la limite de la zone rouge en toute fin de saison. Finalement, à l'issue de la saison 2016 et malgré une large victoire lors de la dernière journée face à l'Olympique Lyonnais, le club est relégué en Ligue 2.

### Le retour en Ligue 2 et la remontée en Ligue 1 (2016-2018)
Le 14 mai 2016, le club est donc finalement relégué en Ligue 2, 4 ans après leur remontée.
Lors de la saison 2016-2017, le Stade de Reims nomme Michel Der Zakarian, qui a pour objectif la remontée directe.
Reims est deuxième à 9 journées de la fin, mais ne gagne qu'un seul match pour terminer le championnat. Le club termine donc septième et reste en Ligue 2.
Der Zakarian part à la fin de la saison au Montpellier Hérault Sport Club et est remplacé par David Guion, le directeur du centre de formation.
Lors de la saison suivante, Reims commence par 4 victoires d'affilée et prend la tête du championnat à l'issue de la 8e journée, pour ne plus la quitter.
Le club marnais est promu et champion à quatre journées de la fin. En terminant, la saison avec 88 points dont 28 victoires, le club bat ces deux records depuis l'instauration de la Ligue 2 à poule unique.

### Retour en Ligue 1 (2018-2025)
Lors de la saison 2018-2019, les rouge et blanc, se maintiennent sans trembler en terminant le championnat à la 8e place.
Lors de la saison 2019-2020 arrêtée prématurément à la vingt-huitième journée en raison de la pandémie de Covid-19, les Rémois pointent à la sixième place, notamment grâce à une très bonne assise défensive, et se qualifient ainsi pour la Ligue Europa, marquant un retour aux compétitions européennes après plus de cinquante ans d'absence. Participation qui s’achève lors du 3ème tour de qualification face aux Hongrois de Fehérvar, après un 0 à 0 dans le temps réglementaire, les Rémois s’inclinent 1-4 aux tirs au but.
En 2025, le club atteint sa première finale de Coupe de France depuis 48 ans, malgré une saison très compliquée en Ligue 1. Finale perdue 3 à 0 contre le Paris-Saint-Germain, précédent une défaite 1-3 à domicile (2-4 sur les 2 matchs) contre le FC Metz en barrage retour qui renvoie le club en ligue 2 après 7 ans dans l'élite.

## Identité du club

### Nom, couleurs et logos
Le « Stade de Reims » naît le 18 juin 1931 sur les fondations de la « Société sportive du parc Pommery », fondée en 1910. Alors que les joueurs de la SSPP arboraient un maillot rappelant les couleurs des bouteilles de Champagne (or et vert foncé), le nouveau club opte pour le noir et tango, considérés comme plus neutres. Lors de la fusion avec le Sporting Club rémois en 1938, le club conserve son appellation mais opte finalement pour les couleurs du SCR, le rouge et le blanc, avec lesquelles il va connaître son heure de gloire dans les années 1950.
Le Stade de Reims équipé par le danois Hummel International pour la saison 2015-2016 se tourne vers l'équipementier français Hungaria Sport pour la saison 2016-2017.
Sujet à des soucis financiers considérables qui lui ont valu d'être rétrogradé administrativement en troisième division, le Stade de Reims dépose le bilan en octobre 1991 ; il renaît le 25 octobre 1991 sous un nouveau nom, le « Stade de Reims Champagne FC ». L'aventure s'achève après une seule saison sur un nouveau dépôt de bilan, déclaré le 11 mai 1992.
En juillet 1992 naît le « Stade de Reims Champagne », qui repart en Division d'honneur Nord-Est, le 6e échelon du football français. L'écusson originel est adapté, en y faisant apparaître les termes « champagne » et « 92 ». Mais la loi Évin, votée en 1991, interdit au club d'utiliser une bouteille de vin comme emblème, de sorte qu'il évolue jusqu'en 1998 sans logo officiel.
En 1999, alors que le club atteint le championnat National, il retrouve son nom original et un tout nouvel écusson est dessiné par le designer Christophe Blottin. Les formes situées entre les lettres « S » et « R » (les initiales du club) feraient référence à l'Ange au Sourire, un des symboles de la ville de Reims.
En 2020, à l'occasion des 89 ans du Stade de Reims, une nouvelle identité graphique est créée par l'agence Leroy Tremblot. Le logo se veut plus moderne tout en gardant les symboles du club à savoir l'acronyme SR, les courbes de la cathédrale et le pentagramme du ballon. Lors de la première journée du championnat, les Rémois doivent porter un maillot noir à graphismes blancs inédit et unique pour leur déplacement à Monaco, en raison de l'incompatibilité de leurs trois tenues officielles avec la diagonale blanche et rouge des joueurs de la Principauté.

Écusson original (1931-1991)
Écusson du Stade de Reims Champagne » (1992-1999)
Écusson entre 1999 et 2020
Écusson actuel
Version alternative de l'écusson actuel

### Style de jeu
S'il est difficile d'identifier un style de jeu caractéristique du Stade de Reims depuis la création du club, ce dernier est marqué par le « football champagne » déployé par le « grand Reims » et développé par Albert Batteux. Les Rémois déploient alors un jeu de passes courtes, rapides et précises, à terre, résolument tourné vers l'offensive et l'attaque. Batteux s'entoure de joueurs doués techniquement et leur inculque une certaine « intelligence de jeu ». Les joueurs ont interdiction de dégager n'importe comment ou même de lancer de grands ballons vers l'avant, même pour le gardien de but qui dégage en bras roulé ou transmet la balle à la main : l'objectif est de fournir le plus de ballons possibles à la redoutable ligne d'attaque, afin de marquer plus de buts que l'adversaire.
"Corner à la Rémoise" :
La science tactique de Batteux a fait merveille, à l'image de l'invention d'une nouvelle technique de tir de corner en deux temps et à ras de terre, phase de jeu baptisée « corner à la rémoise » (expression encore utilisée de nos jours).

## Palmarès et résultats

### Palmarès
Le tableau suivant liste le palmarès du Stade de Reims (équipe première) dans les différentes compétitions officielles aux niveaux régional, national et international. Le club a la particularité d'avoir eu en même temps son équipe professionnel et son équipe amateur performante dans les années 1940-1950, à une époque où les compétitions professionnelles et amateurs étaient séparées.
| Compétitions internationales | Compétitions nationales | Compétitions amateurs |
| --- | --- | --- |
| - Coupe des clubs champions (C1) - Finaliste : 1956 et 1959 Compétitions disparues - Coupe Latine (1) - Vainqueur : 1953 - Finaliste : 1955 - Coupe Mohammed-V (1) - Vainqueur : 1962 - Coupe des Alpes (1) - Vainqueur : 1977 | Championnats - Championnat de France (6) - Champion : 1949, 1953, 1955, 1958, 1960 et 1962 - Vice-champion : 1947, 1954, 1963 - Championnat de France D2 (2) - Champion : 1966 et 2018 - Championnat de France D3 (1) - Champion : 2004 Coupes - Coupe de France (2) - Vainqueur : 1950 et 1958 - Finaliste : 1977 et 2025 - Coupe Charles Drago (1) - Vainqueur : 1954 - Challenge des champions (4) - Vainqueur : 1955, 1958, 1960 et 1966 - Coupe de la Ligue (1) Vainqueur : 1991 | Compétitions nationales - Championnat de France amateurs (1935-1971) (1) - Champion : 1935 - Championnat de France D5 - Vainqueur de groupe : 1998 Compétitions régionales - Championnat de Champagne-Ardenne (DH) (2) - Champion : 1935 et 1994 |

### Autres trophées
| Compétitions nationales amateurs | Compétitions régionales |
| --- | --- |
| - Championnat de France amateurs (1935-1971) (2) - Champion : 1939 et 1948 - Vice-champion : 1954 - Championnat de France D4 - Vice-champion : 1982 - Championnat de France D5 (1) - Champion : 2016 | - Championnat de Champagne-Ardenne (DH) (10) - Champion : 1939, 1947, 1948, 1951, 1969, 1998, 2001, 2005, 2013 et 2015 - Coupe de Champagne-Ardenne (14) - Vainqueur : 1951, 1954, 1957, 1959, 1963, 1964, 1968, 1969, 1973, 1975, 1976, 1998, 1999 et 2007 |

## Personnalités
D'après les auteurs Perpère, Sinet et Tanguy, l'extraordinaire succès du club dans les années 1950 est dû à la clarté de la politique sportive, axée sur des objectifs bien définis, et à la continuité de la direction du club dans les secteurs clés, à savoir le président Henri Germain, l'entraîneur Albert Batteux et le fantastique meneur de jeu Raymond Kopa.

### Présidents

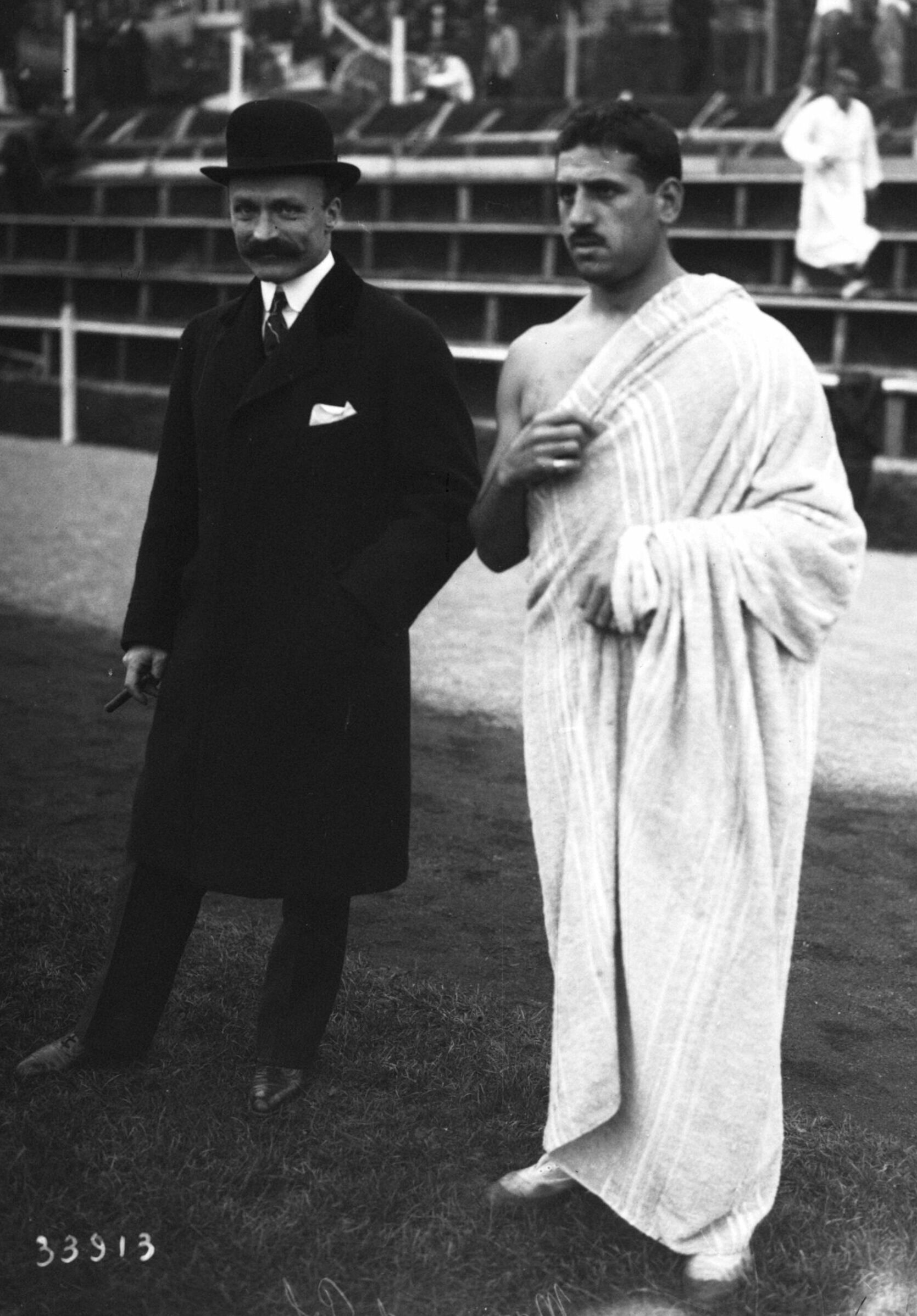
Melchior de Polignac (à gauche), aux côtés de Jean Bouin en 1913.

À la création de la Société sportive du Parc Pommery en 1910, le marquis Melchior de Polignac, propriétaire de la maison de Champagne Pommery & Greno, confie la direction des activités à René Humbert, un de ses employés de confiance. Ce dernier, qui se prend au jeu et gagne bientôt en ambition, est à l'origine de la création du « Stade de Reims » en 1931. Omnisports et présidée par le comte de Polignac, l'association est composée dès sa création d'une section football (article 8 des statuts), dont la direction est confiée à René Humbert,.
En 1936, il laisse sa place à Maurice Hutin, par ailleurs président du Bicycle club rémois (autre utilisateur du stade vélodrome), qui permet en 1938 la fusion du Stade avec le Sporting Club rémois. Ce dernier club apporte notamment à l'ensemble ses couleurs et ses dirigeants, parmi lesquels sortiront les trois présidents suivants du club : Charles Hiltgen d'abord, un industriel rémois né en 1880, puis après-guerre Victor Canard et Henri Germain, deux amis d'enfance.
Victor Canard, petit-fils des fondateurs de la maison Canard-Duchêne, est le président administratif du club à partir de 1945, tandis qu'Henri Germain assure la direction sportive depuis 1941 (ainsi que celle de l'éphémère équipe fédérale Reims-Champagne). Les deux compères font du Stade de Reims le club le mieux structuré de France et y attirent les meilleurs éléments du pays (Jonquet, Flamion, Marche, Sinibaldi, Jacowski, Bini et Penverne...). Germain accorde par ailleurs une grande importance à la formation de nouvelles générations de joueurs et au développement d'équipes amateurs en réserve, permettant au club de se maintenir dans la durée au sommet du football français. Le duo se brouille cependant au début des années 1950 sur fond de rivalité économique. En 1953, Germain devient seul président général, à l'aube d'une décennie de grand succès.
Henri Germain reste populaire auprès des anciens joueurs rémois : jovial et paternaliste, il est une autorité à l'écoute des joueurs. Malgré les possibilités financières réduites du club, handicapé par les affluences modestes à Reims, il parvient à conserver dans les années 1950 les meilleurs éléments au club et organise des tournées dans le monde entier (les Rémois disputent alors jusqu'à plus de 80 matchs par an). Au début des années 1960, les succès sportifs sont en déclin et les critiques se multiplient à l'encontre de son style de présidence, notamment après la rupture du contrat de l'entraîneur Albert Batteux et la relégation en deuxième division. Après la remontée du club en 1966, il cède la direction du club à José Perez, président du Bicycle club rémois. Germain est nommé Président d'honneur. Lorsque Reims remonte en division 1 en 1970, Henri Germain est rappelé à la direction du club. Il cède définitivement la présidence après la finale de la Coupe de France perdue par Reims en 1977.
Germain est remplacé par Serge Bazelaire, un médecin réputé de la ville né en 1922, ancien résistant, membre du Comité directeur du Stade de Reims depuis 1966 et bras droit du président depuis 1974. Il dirige le club jusqu'en 1990, année où il sauve personnellement le club de la faillite. Il meurt l'année suivante. Robert Ravillon et Jacques Dahm, des industriels de la région appelés à la rescousse, ne parviennent pas à sauver le club, qui dépose finalement le bilan en 1991 avant d'être liquidé en mai 1992.
Jean Gaspard, l'intendant du club, et Jean-Pierre Maillard, un commerçant de la ville, se portent caution pour éviter une relégation en quatrième série, le plus bas niveau hiérarchique du football français. Jean-Claude Hérault préside à la renaissance du club. Industriel de la région, anciennement chargé du sponsoring au club, il reste aux manettes jusqu'à son décès brutal en janvier 1996. Christophe Chenut, un chef d'entreprise de 33 ans, le remplace et fait remonter le club du CFA2 à la Ligue 2. Devenu président du groupe de média sportif L'Équipe, il doit laisser son poste en mai 2004. Jean-Pierre Caillot, dirigeant de l'ancien sponsor du club, le remplace alors avec l'ambition de retrouver à terme la première division. Raymond Kopa fut président d'honneur du stade de Reims.
| no | Nom                          | Période     |
| -- | ---------------------------- | ----------- |
| 1  | René Humbert                 | 1931-1936   |
| 2  | Maurice Hutin                | 1936-1941   |
| 3  | Charles Hiltgen              | 1941-1945   |
| 4  | Victor Canard                | 1945-1953   |
| 5  | Henri Germain                | 1953-1966   |
| 6  | José Perez                   | 1966-1970   |
| 7  | Henri Germain                | 1970-1977   |
| 8  | Serge Bazelaire              | 1977-1990   |
| 9  | Robert Ravillon Jacques Dahm | 1990-1992   |
| 10 | Jean-Claude Hérault          | 1992-1996   |
| 11 | Christophe Chenut            | 1996-2004   |
| 12 | Jean-Pierre Caillot          | Depuis 2004 |

### Entraîneurs
Hubert Fournier est lors de sa nomination en 2010 le 40e entraîneur de l'histoire du club depuis l’avènement du professionnalisme au début des années 1930, certains d'entre eux ayant réalisé plusieurs mandats. Parmi eux, l'entraîneur le plus glorieux et le plus emblématique est sans conteste Albert Batteux. Après avoir réalisé toute sa carrière de joueur au club comme inter droit, il en devient l'entraîneur en 1950, en remplacement d'Henri Roessler, sur le départ pour l'Olympique de Marseille. Roessler, arrivé comme joueur et devenu entraîneur dès 1945, avait mené le club à son premier titre de champion de France en 1949 et à sa première victoire en Coupe de France en 1950.
Batteux connaît vite un grand succès à Reims : il remporte en treize saisons le championnat de France à cinq reprises (1953, 1955, 1958, 1960, 1962), ainsi qu'une Coupe de France (1958) et une Coupe latine (1953), et mène deux fois les Rémois en finale de la Coupe des clubs champions européens. Par ailleurs, il cumule sa charge à Reims avec celle de sélectionneur national de 1955 à 1962, notamment lors de la fameuse Coupe du monde de 1958 au cours de laquelle les Français ne sont battus qu'en demi-finale. On lui doit le fameux « football champagne », également connu comme le jeu « à la rémoise » : un jeu offensif et spectaculaire. Il adapte pour se faire la tactique du WM en vogue à l'époque et demande à ses joueurs d'appliquer un jeu de passes courtes dans les pieds, orienté vers l'attaque, avec des changements de rythme et une mobilité constante de chacun. Pour se le permettre, il exige de ses hommes une condition physique maximale,. Décrit comme un « intellectuel » du football, ses conférences d'avant-match sont particulièrement réputées. Ses joueurs le décrivent comme visionnaire, intelligent, charismatique et absolument pas autoritaire : « Jouez comme vous le savez » leur dit-il, notamment à Raymond Kopa dont certains moquent en début de carrière sa propension à dribbler. Ses consignes tactiques sont minimales, mais son œil acéré lui permet d'identifier les erreurs de chacun pour lui en rendre compte à la fin du match. Son départ en 1963, dû à des divergences de vue avec les dirigeants, coïncide avec la chute sportive du club, qui n'a plus remporté depuis de trophée de premier ordre.
En dehors des mandats glorieux de Roessler et Batteux, le Stade de Reims connaît une instabilité chronique de son banc. Comme nombre d'autres clubs français au moment de l’avènement de l'« amateurisme marron » puis du professionnalisme en France, Reims avait d'abord fait appel à l'expertise d'entraîneurs-joueurs étrangers, rarement en poste plus de deux saisons : les Britanniques David Harrison, ancien joueur du FC Sète et de l'Olympique de Marseille, et Billy Aitken, vainqueur de la Coupe de France en 1932 avec l'AS Cannes, puis l'international suisse Léopold Kielholz, qui repart après seulement trois mois. Inter rémois de 1933 à 1940, Sarkis Garabedian, dit « Gara », remplace ce dernier au débotté. Le poste est ensuite occupé par des « pigistes », en poste une seule saison : Valère de Besveconny, dit « M. Valère », puis les entraîneurs-joueurs Erich Bieber et Camille Cottin. L'international français Jules Vandooren arrive en provenance du Red Star en tant qu'entraîneur-joueur, avec un certain succès puisque son équipe remporte le championnat de la « Zone occupée » en 1942. En 1943, « Gara » fait son retour à Reims, en tant qu'entraîneur de l’éphémère équipe fédérale Reims-Champagne. Il reprend l'année suivante les rênes du SR, jusqu'à la nomination de Roessler en 1945.
Dix-huit ans plus tard, le départ de Batteux laisse un grand vide. Son remplacement par Cottin, de retour 22 ans après son premier passage sur le banc rémois, est un échec. Malgré son remplacement à mi-saison par l'expérimenté Jean Prouff, de retour de deux ans au Standard de Liège, le Stade est relégué. L'emblématique capitaine rémois Robert Jonquet, parti à Strasbourg en 1960 où il a découvert le métier d'entraîneur, fait son retour. Bien que son équipe obtienne pour sa deuxième saison la promotion espérée en D1, il ne survit pas à la difficile saison 1966-1967. Ce sera sa dernière expérience d'entraîneur au plus haut niveau, Jonquet préférant par la suite s'investir des clubs champenois plus modestes. L'intérim de Claude Prosdocimi, un homme du club, ne permet pas d'éviter une nouvelle relégation.
Le club fait alors appel à Émile Rummelhardt, un entraîneur expérimenté et rigoureux, porté sur le travail physique. Son équipe se qualifie pour les barrages de montée de 1968 mais s'y incline de justesse. Un an plus tard, il est remplacé par Élie Fruchart, venu du RC Lens, qui n'obtient pas mieux qu'une 4e place... qui permet pourtant la remontée des Rémois dans l'élite au bénéfice de décisions administratives. Après un premier maintien confortable, il est licencié en avril 1972 alors que son équipe est menacée par la redescente. L'intérim réalisé par Léon Desmenez, arrivé quelques mois plus tôt avec sa famille pour s'occuper du centre de formation, est payant. Il dirige pendant ces quelques semaines son fils aîné Gabriel, appartenant au groupe pro, tandis que son benjamin Léon remporte cette même année le concours du jeune footballeur.
En 1972, les dirigeants débauchent à Caen Célestin Oliver, écarté après seulement quelques semaines au profit de Lucien Leduc, un des entraîneurs français les plus réputés du moment, triple champion de France avec l'AS Monaco et l'Olympique de Marseille. Cet homme « passionné » en avait été limogé en mars alors qu'il était de nouveau en tête du championnat. Leduc parvient à rétablir la situation rémoise, puis mène en 1974 les coéquipiers de Carlos Bianchi, meilleur buteur du championnat, au 6e rang, le meilleur classement rémois depuis dix ans. Il quitte pourtant la Champagne à l'intersaison ; Desmenez reprend du service quelques mois puis laisse sa place en mars à son collègue Michel Leblond, un ancien joueur rémois chargé de la formation depuis plusieurs années.
L'été venu, le club va chercher à l'Entente Chaumontaise AC, en D2, Pierre Flamion, un ancien international formé à Reims. Il mène les rouges et blancs à la 5e place du championnat en 1975-1976, et en finale de la Coupe de France en 1977, perdue face à l'AS Saint-Étienne. Le club est en difficulté financière et doit laisser partir notamment son buteur Bianchi. En janvier 1978, alors que l'équipe est relégable, Flamion laisse sa place à son adjoint, l'ancien gardien de but rémois Jean-Claude D'Arménia. Le club se sauve, mais les résultats empirent vite la saison suivante. Flamion puis Prosdocimi font leur retour sur le banc en cours de saison pour éviter la relégation, en vain.
De retour en D2, Reims recrute René Vernier, un entraîneur d'expérience pour encadrer une équipe rajeunie. Après une première saison prometteuse, il part en septembre 1980 après six matchs seulement. Face à la situation financière alarmante du club, c'est un tandem d'anciens, Léon Desmenez et Robert Jonquet, qui reprend le flambeau. L'équipe se maintient mais la situation reste délicate. Jonquet arrête à la fin de la saison, puis Desmenez l'été suivant, après une saison frustrante : l'équipe, en tête à mi-saison, perd pied au printemps et termine 6e.

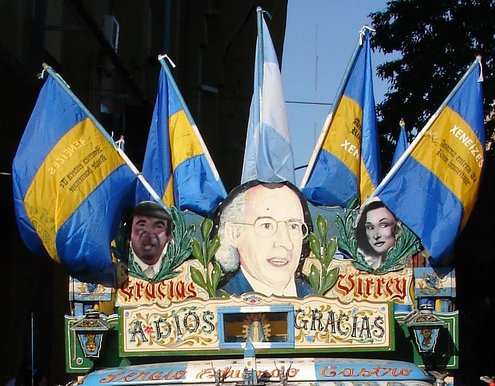
Hommage des supporters de Boca Juniors à l'entraîneur Carlos Bianchi.

En 1982, les dirigeants vont chercher un entraîneur d'expérience novice à Reims, Pierre Phelipon. La promotion est manquée de justesse. Après deux nouvelles saisons plus ternes, Phelipon est écarté en mars 1985 et remplacé par son attaquant Carlos Bianchi, revenu à Reims l'été précédent pour terminer sa carrière de footballeur. L'Argentin, novice sur le banc, replace le Stade de Reims dans le peloton de tête du championnat et le mène à deux demi-finales de Coupe de France en 1987 et 1988, mais ne décroche pas la montée tant souhaitée et qui paraissait accessible. Son dernier match au stade Delaune est la défaite en demi-finale de Coupe de France. Il semble que Phelipon, son prédécesseur, l'ait assisté lors de cette dernière saison. Après des expériences mitigées en France, Bianchi obtiendra un immense succès en Argentine, à la tête du Vélez Sarsfield puis de Boca Juniors, remportant notamment trois fois la Coupe intercontinentale en 1994, 2000 et 2003.
En 1988, le club recrute Dominique Bathenay, un ancien international français ayant fait à 34 ans des débuts prometteurs d'entraîneur la saison précédente à Sète. Il part après une saison « mi-figue, mi-raisin » au cours de laquelle son équipe n'a jamais pu se mêler à la lutte pour la montée. Les deux saisons suivantes, Jacky Lemée et Didier Notheaux ne font pas mieux, handicapés qu'ils sont par un contexte financier de plus en plus incertain et des intersaisons de plus en plus agitées du fait des difficultés financières croissantes. En 1991 le club est finalement relégué administrativement en troisième division. Pierre Phelipon, resté en Champagne depuis son premier passage sur le banc rémois, prend en charge l'équipe première mais ne peut même pas aller au bout de la saison du fait de la liquidation du club.
Le Stade de Reims repart en DH. Son effectif est complément renouvelé et Jean-Claude Hérault réunit une équipe de bénévoles pour encadrer les activités du club, dont Daniel Duval puis Ghislain Bournel, à partir de mars, dirigent l'équipe. L'été suivant, l'ancien joueur professionnel Tony Giannetta revient à Reims comme entraîneur-joueur : aidé notamment de son frère Rosario, il fait remonter le club en National 3 pour sa première saison mais échoue en barrage d'accession la saison suivante. Manuel Abreu, autre ancien joueur pro revenu en 1993, le remplace. S'il ne fait d'abord pas mieux sur le terrain, il exploite ses relations pour aider le club. Via Pierre Lescure, connu de son passage au Paris SG, il rencontre Christophe Chenut, qui devient un sponsor important et puis le futur président du club à partir de 1996. Il obtient deux promotions d'affilée en 1998 et 1999, puis un maintien pour sa première saison en National. Pourtant Abreu est démis de ses fonctions en octobre 2000.
Après le bref intérim assuré par l'entraîneur de la réserve Franck Triqueneaux, le président nomme Marc Collat, qui sort de deux années comme directeur du centre de formation du Paris SG. Il rétablit la situation sportive de l'équipe et décroche en 2002 la promotion espérée en Ligue 2. Il est alors toujours invaincu à Delaune depuis sa prise de fonction. Pourtant, ses premiers mois à l'étage supérieur se passent moins bien qu'espéré, et Collat est finalement remercié en décembre. Denis Goavec, qui a rompu son contrat un mois plus tôt avec le Vannes OC, est appelé à la rescousse. Le Breton, élu meilleur entraîneur de D2 en 1993 par France-Football, ne parvient pas à sauver les Rémois de la relégation et repart.

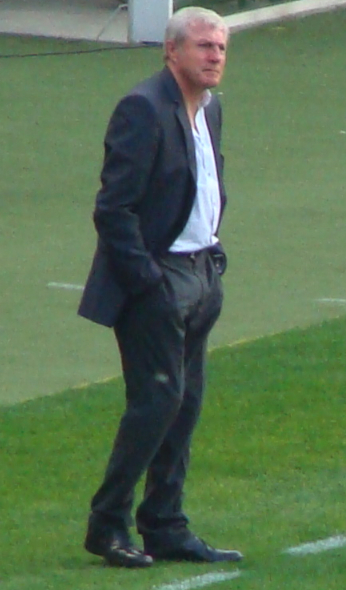
Fernandez sur le banc rémois, en 2009.

En 2003, le club fait appel à Ladislas Lozano. Entraîneur charismatique, célèbre pour avoir mené les amateurs de Calais en finale de la Coupe de France en 2000, réputé fier et rigoureux dans le travail. Il réussit pour sa première année la mission qui lui est confiée : le retour en Ligue 2, en remportant au passage le titre de champion de National. Mais le deuxième exercice démarre mal et il devient vite la cible des supporters. Il démissionne finalement en avril 2005 après une série de défaites. L'adjoint de Lozano Jean-Claude Cloët assure l'intérim jusqu'en fin de saison et assure le maintien du groupe.
Après cette saison éprouvante, le président Jean-Pierre Caillot, aux commandes depuis un an, nomme Thierry Froger. C'est un entraîneur d'expérience de la D2, qui pendant trois saisons va obtenir des maintiens tranquilles, sans cependant pouvoir se mêler à la lutte pour la montée en Ligue 1. Alors qu'il lui reste un an de contrat, son remplacement par Didier Tholot est annoncé en juin 2008. Ce dernier, qui sort de trois saisons à Libourne Saint-Seurin conclues sur un retour en National, est recruté pour développer un jeu plus offensif que son prédécesseur. Les résultats sont catastrophiques et Tholot est licencié dès le mois de décembre. Appelé à la rescousse, le médiatique Luis Fernandez renforce le groupe mais échoue à le maintenir en Ligue 2, malgré un parcours retour honorable.
Le club rappelle alors Marc Collat, le responsable de la montée de 2002, et lui donne pour objectif la remontée immédiate. Après avoir réussi la mission fixée, Collat préfère quitter son poste et prendre sa retraite d'entraîneur. L'équipe est alors confiée à son adjoint Hubert Fournier, un ancien footballeur professionnel expérimenté. Ce dernier assure le maintien pour sa première saison, et mène en 2012 les Rémois en Ligue 1, 33 ans après leur dernière descente.
| N° | Nom                  | Période   |
| -- | -------------------- | --------- |
| 1  | David Harrison       | 1931-1934 |
| 2  | Billy Aitken         | 1934-1936 |
| 3  | Léopold Kielholz     | 1936      |
| 4  | Sarkis Garabedian    | 1936-1937 |
| 5  | Valère de Besveconny | 1937-1938 |
| 6  | Erich Bieber         | 1938-1940 |
| 7  | Camille Cottin       | 1940-1941 |
| 8  | Jules Vandooren      | 1941-1943 |
| 9  | Sarkis Garabedian    | 1943-1945 |
| 10 | Henri Roessler       | 1945-1950 |
| 11 | Albert Batteux       | 1950-1963 |
| 12 | Camille Cottin       | 1963      |
| 13 | Jean Prouff          | 1963-1964 |
| 14 | Robert Jonquet       | 1964-1967 |
| 15 | Émile Rummelhardt    | 1967-1969 |

| N° | Nom                            | Période   |
| -- | ------------------------------ | --------- |
| 16 | Élie Fruchart                  | 1969-1972 |
| 17 | Léon Desmenez                  | 1972      |
| 18 | Célestin Oliver                | 1972      |
| 19 | Lucien Leduc                   | 1972-1974 |
| 20 | Léon Desmenez                  | 1974-1975 |
| 21 | Michel Leblond                 | 1975      |
| 22 | Pierre Flamion                 | 1975-1978 |
| 23 | Jean-Claude D'Arménia          | 1978      |
| 24 | Pierre Flamion                 | 1978      |
| 25 | Claude Prosdocimi              | 1978-1979 |
| 26 | René Vernier                   | 1979-1980 |
| 27 | Léon Desmenez & Robert Jonquet | 1980-1981 |
| 28 | Léon Desmenez                  | 1981-1982 |
| 29 | Pierre Phelipon                | 1982-1985 |
| 30 | Carlos Bianchi                 | 1985-1988 |

| N° | Nom                                   | Période   |
| -- | ------------------------------------- | --------- |
| 31 | Dominique Bathenay & Michel Rouquette | 1988-1989 |
| 32 | Jacky Lemée                           | 1989-1990 |
| 33 | Didier Notheaux                       | 1990-1991 |
| 34 | Pierre Phelipon                       | 1991-1992 |
| 35 | Daniel Duval & Ghislain Bournel       | 1992-1993 |
| 36 | Tony Giannetta                        | 1993-1995 |
| 37 | Manuel Abreu                          | 1995-2000 |
| 38 | Marc Collat                           | 2000-2002 |
| 39 | Denis Goavec                          | 2002-2003 |
| 40 | Ladislas Lozano                       | 2003-2005 |
| 41 | Thierry Froger                        | 2005-2008 |
| 42 | Didier Tholot                         | 2008      |
| 43 | Luis Fernandez                        | 2008-2009 |
| 44 | Marc Collat                           | 2009-2010 |

| N° | Nom                  | Période     |
| -- | -------------------- | ----------- |
| 45 | Hubert Fournier      | 2010-2014   |
| 46 | Jean-Luc Vasseur     | 2014-2015   |
| 47 | Olivier Guégan       | 2015-2016   |
| 48 | Michel Der Zakarian  | 2016-2017   |
| 49 | David Guion          | 2017-2021   |
| 50 | Óscar García Junyent | 2021-2022   |
| 51 | Will Still           | 2022-2024   |
| 52 | Luka Elsner          | 2024-2025   |
| 53 | Samba Diawara        | 2025        |
| 54 | Karel Geraerts       | Depuis 2025 |

### Joueurs
Lorsque le club fête ses 80 ans en décembre 2011, il invite Carlos Bianchi, Raymond Kopa, Lucien Muller, Just Fontaine, Dominique Colonna et les frères Bernard et Georges Lech, en reconnaissance de leur contribution à l'histoire du club. La littérature consacre plus largement une quarantaine de joueurs comme ayant permis au Stade de Reims de monter puis de se maintenir sur le toit du football européen, sous la direction d'Henri Roessler puis d'Albert Batteux. Les noms des « vainqueurs et finalistes européens » sont détaillés ci-après.

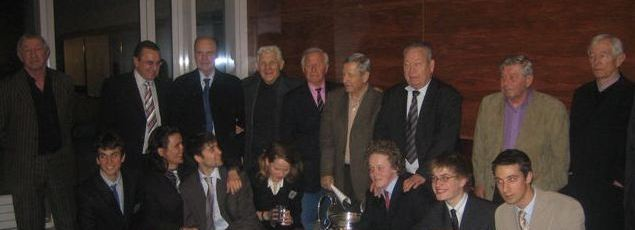
Anciens joueurs du Stade de Reims, debout de gauche à droite : Jean-Claude Blanchard, le président Jean-Pierre Caillot, Lucien Muller, Dominique Colonna, Michel Hidalgo, Raymond Kopa, Just Fontaine, Claude Prosdocimi et Armand Penverne, en 2006.

Parmi une foule de noms illustres dans les rangs des joueurs de Stade de Reims, le demi-centre Robert Jonquet (surnommé « Monsieur Bob ») paraît la personnification du grand club de l'époque. Il participe en effet activement à tous les succès du club, à l'exception du dernier titre de champion de 1962. Avec 502 matchs entre 1945 et 1960, il est de loin le joueur ayant disputé le plus de rencontres pour le club rémois en première division. Il devient par la suite l'entraîneur du Stade, de 1964 à 1967 puis en 1980-1981. Une tribune du stade Auguste-Delaune porte son nom depuis 2008.

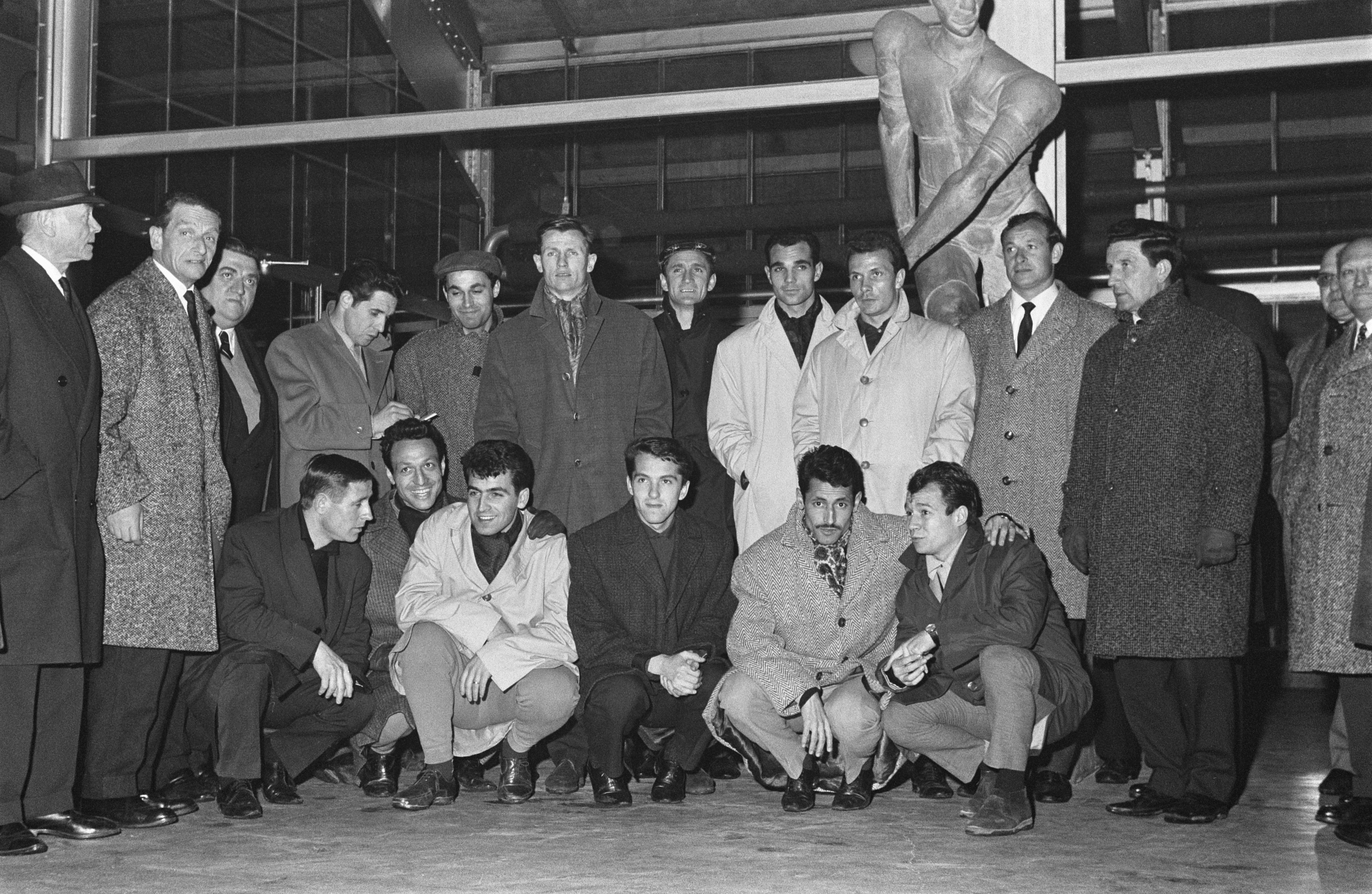
Groupe rémois en 1963, en déplacement à Rotterdam. Accroupis notamment : Kopa à gauche et Hassan Akesbi le deuxième à droite.

Arrivé d'Angers, le meneur Raymond Kopa éclaire le jeu du Stade de Reims de 1951 à 1956 puis de 1959 à 1967. Entre-temps, il évolue trois saisons au Real Madrid, le meilleur club d'Europe alors, qui débourse 52 millions d'anciens francs pour ses services,. Ses performances sous le maillot rémois lui valent d'être classé respectivement troisième et deuxième au Ballon d'or en 1956 et 1959, un trophée qu'il est le premier français à remporter en 1958, alors qu'il porte les couleurs madrilènes. La suspension administrative de six mois à laquelle il est condamné en 1963 coïncide avec la relégation du club en deuxième division. Il y poursuit pourtant l'aventure et fait remonter l'équipe en 1966. Il arrête sa carrière en 1967 sur un bilan de 463 matchs et 99 buts sous le maillot rémois toutes compétitions confondues (dont 346 matchs et 75 buts en première division). Kopa devient président d'honneur du club en 2008.
En attaque, Reims connaît plusieurs grands buteurs à cette époque, au premier rang desquels Just Fontaine, auteur de 122 buts en 131 matchs de championnat, mais aussi Pierre Sinibaldi (115 buts en 188 matchs), René Bliard (111 buts en 177 matchs),Roger Piantoni (106 buts en 161 matchs de championnat) ou encore l'international néerlandais Bram Appel (96 buts en 154 matchs). Piantoni est considéré comme le plus doué et le plus complet du fameux trio Kopa-Fontaine-Piantoni, mais son manque de « gnaque » et d'ambition lui vaut de rester davantage dans l'ombre que ses deux compères d'attaque.
Le destin tragique du brillant ailier Francis Méano, mort en 1953 à 22 ans, marque profondément le club, comme l'illustre le fait qu'une autre tribune du stade Auguste-Delaune ait été baptisée en son nom. Plus discrets sont les parcours d'Armand Penverne, considérés comme le « vrai patron sur le terrain » dans les années 1950, ou de Robert Siatka, dont l'endurance et la vitesse lui valaient le surnom du « cheval ».
Ces trois joueurs ont pour point commun d'avoir participé à l'une des quatre finales européennes disputées par les Rémois entre 1953 et 1959. Robert Jonquet est le seul joueur à les avoir toutes disputées, tandis qu'Armand Penverne, Simon Zimny, Léon Glovacki, Jean Templin et Raymond Kopa n'en manquent qu'une seule. L'entraîneur est à chaque fois Albert Batteux. La disposition des équipes est en « WM », qu'on traduirait aujourd'hui par un « 3-2-5 » ou un « 3-2-2-3 ». Tous ces vainqueurs ou finalistes européens ont une place à part dans l'histoire du club :
| \| Sinibaldi Zimny Marche Penverne Jonquet Cicci Appel Glovacki Kopa Templin Méano \| Équipe vainqueur de la Coupe Latine de football · 1953. |
| Sinibaldi Zimny Marche Penverne Jonquet Cicci Appel Glovacki Kopa Templin Méano                                                               |

| \| Sinibaldi Zimny Jonquet Giraudo Penverne Siatka Hidalgo Glovacki Kopa Bliard Templin \| Équipe finaliste de la Coupe Latine de football · 1955. |
| Sinibaldi Zimny Jonquet Giraudo Penverne Siatka Hidalgo Glovacki Kopa Bliard Templin                                                               |

| \| Jacquet Zimny Jonquet Giraudo Leblond Siatka Hidalgo Glovacki Kopa Bliard Templin \| Équipe finaliste de la Coupe des clubs champions européens · 1955-1956. |
| Jacquet Zimny Jonquet Giraudo Leblond Siatka Hidalgo Glovacki Kopa Bliard Templin                                                                               |

| \| Colonna Rodzik Jonquet Giraudo Penverne Leblond Lamartine Bliard Fontaine Piantoni Vincent \| Équipe finaliste de la Coupe des clubs champions européens 1958-1959. |
| Colonna Rodzik Jonquet Giraudo Penverne Leblond Lamartine Bliard Fontaine Piantoni Vincent                                                                             |

Plus tôt, les premières stars du club sont le gardien de but Jacques Favre, finaliste de la Coupe de France en 1944 et vice-champion de France en 1947, puis le défenseur international Roger Marche, au caractère singulier, qui tient pendant dix ans sa place au sein de la défense rémoise tout en s'entraînant seul quotidiennement à Mohon dans les Ardennes, sa région natale. Il est vendu contre sa volonté au Racing club de Paris et gardera dès lors une rancune tenace contre le club.
De 1963 à 1979, René Masclaux réalise toute sa carrière de défenseur au club, disputant 545 matchs sous le maillot rémois toutes compétitions confondues. Il est l'emblématique capitaine de l'équipe évoluant en première division dans les années 1970. En 1973, il assiste au recrutement du fameux buteur argentin Carlos Bianchi (en remplacement de son compatriote Delio Onnis, parti à l'AS Monaco), qui marque plus de cent buts en quatre saisons de D1. En 1974, lors de la dernière journée de championnat, le Stade de Reims de Bianchi bat l'AS Monaco d'Onnis 8 buts à 4 : Bianchi inscrit 5 buts, Onnis 4. Dans une situation financière difficile, le club doit céder Bianchi en 1977, au Paris Saint-Germain. Convaincu par Robert Marion, le recruteur du Stade de Reims spécialisé en football argentin, Bianchi revient en 1984 d'Amérique du Sud pour aider à la remontée du club en D1. Quelques mois plus tard, on lui demande de prendre le poste vacant de l'entraîneur.

### Internationaux français
| no | Nom             | Poste     | SR | Tot |
| -- | --------------- | --------- | -- | --- |
| 1  | Robert Jonquet  | défenseur | 58 | 58  |
| 2  | Roger Marche    | défenseur | 38 | 63  |
| 3  | Raymond Kopa    | attaquant | 38 | 45  |
| 4  | Armand Penverne | milieu    | 36 | 39  |
| 5  | Jean Vincent    | attaquant | 34 | 46  |
| 6  | Jean Wendling   | défenseur | 26 | 26  |
| 7  | Bruno Rodzik    | défenseur | 21 | 21  |
| 8  | Just Fontaine   | attaquant | 20 | 21  |
| 9  | Roger Piantoni  | attaquant | 18 | 37  |
| 10 | Lucien Muller   | milieu    | 14 | 16  |

Vingt-neuf joueurs ont été sélectionnés en équipe de France de football au cours de leur passage au Stade de Reims. Le premier d'entre eux est l'emblématique capitaine Robert Jonquet, qui reçoit ses 58 sélections entre 1948 à 1960 alors qu'il est joueur à Reims.
À l'occasion de la Coupe du monde de 1958, le Stade de Reims compose la colonne vertébrale de l'équipe de France, dont le sélectionneur n'est autre qu'Albert Batteux. Le groupe compte ainsi bon nombre de Rémois, anciens ou actuels : Robert Jonquet, Armand Penverne, Raymond Kopa (au Real Madrid depuis 1956), Just Fontaine, Roger Piantoni et Jean Vincent sont titulaires, Roger Marche (au RC Paris depuis 1954) et Dominique Colonna remplaçants. René Bliard, initialement sélectionné mais blessé, est finalement remplacé. Les Français atteignent la troisième place de la compétition, au cours de laquelle Fontaine inscrit treize buts, un record toujours d'actualité en Coupe du monde.
Par ailleurs, dix-neuf autres joueurs ont été sélectionnés avant ou après leur passage à Reims. L'exemple le plus connu étant celui de Robert Pirès, formé au club mais parti au FC Metz à 19 ans, qui remporte avec l'équipe de France la Coupe du monde en 1998 et le Championnat d'Europe en 2000.

## Effectif professionnel actuel
Le premier tableau liste l'effectif professionnel du Stade de Reims pour la saison 2025-2026. Le second recense les prêts effectués par le club lors de cette même saison.
En grisé, les sélections de joueurs internationaux chez les jeunes mais n'ayant jamais été appelés aux échelons supérieurs une fois l'âge-limite dépassé ou les joueurs ayant pris leur retraite internationale.

## Structures du club

### Stades
| \| Stade Auguste-Delaune \| Emplacement du stade à Reims, en bordure du canal de l'Aisne à la Marne. |
| Stade Auguste-Delaune                                                                                |

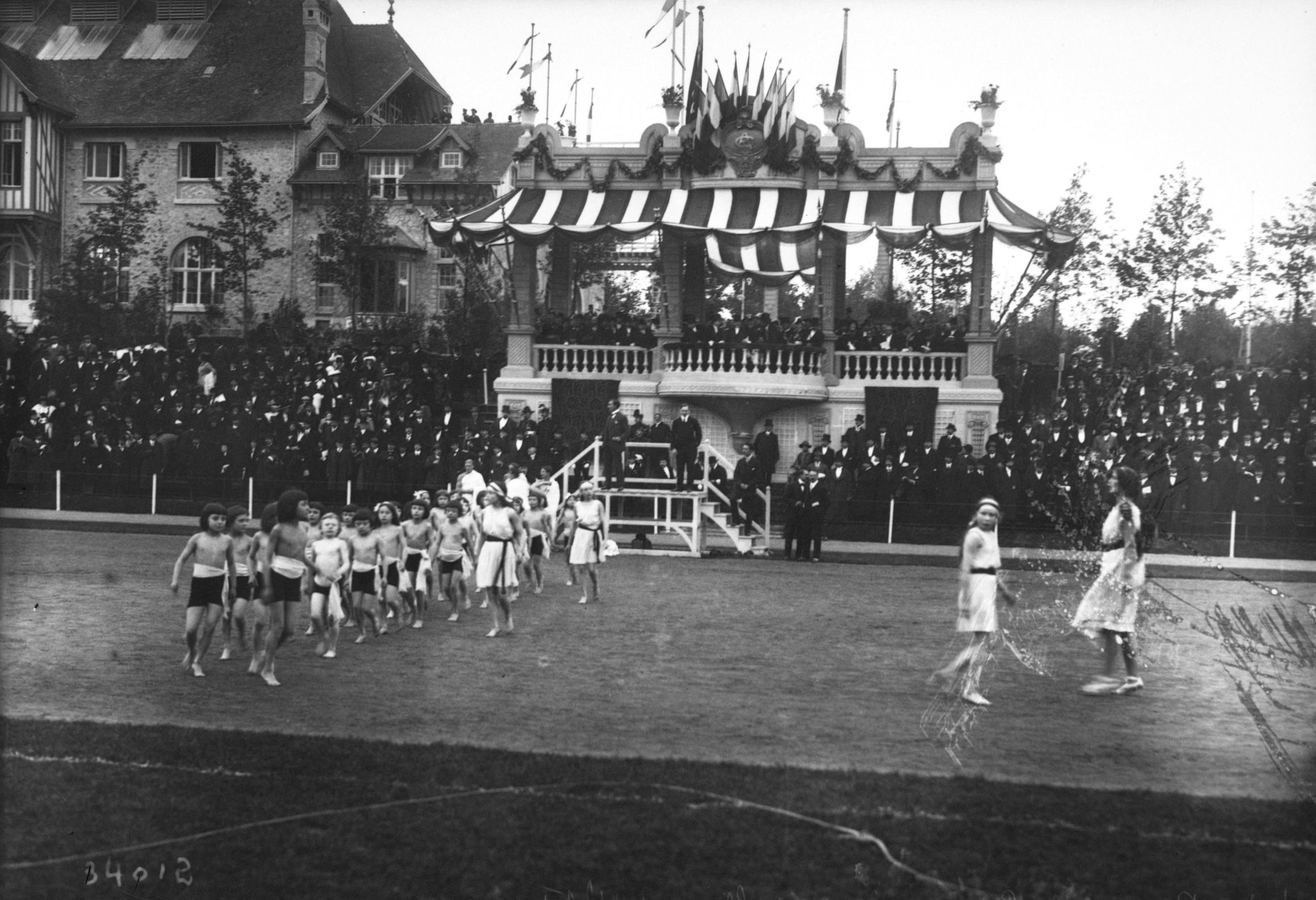
Vue de la tribune présidentielle du parc Pommery en 1913.

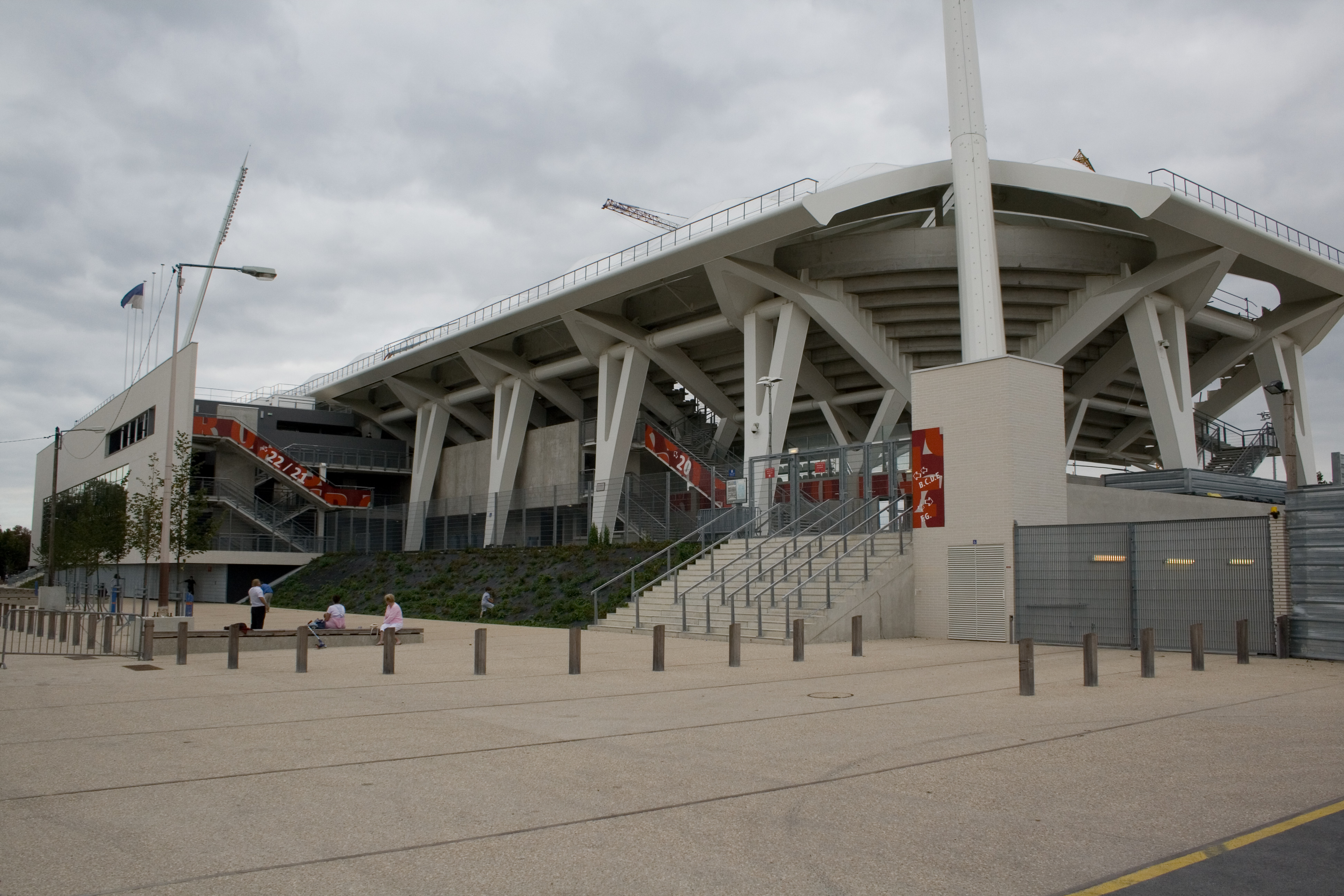
Le stade Auguste-Delaune rénové, en 2007.

Le stade Auguste-Delaune est officiellement inauguré le 2 juin 1935 par le Président de la République Albert Lebrun sous le nom de « Stade municipal ». Le Stade de Reims avait cependant déjà investi les lieux depuis octobre 1934 en remplacement des installations modestes du parc Pommery. Le Stade de Reims y avait pris depuis 1931 la suite de la Société Sportive du Parc Pommery, résidente dans ces dernières années du stade d’honneur, d'une capacité de 5 000 places.
L'enceinte, qui comprenait initialement un vélodrome, pouvait accueillir jusqu'à 18 000 spectateurs, ce qui en faisait une des plus grandes du pays à l'époque. Les organisateurs de la Coupe du monde de football de 1938 confièrent à l’enceinte rémoise l’organisation d’une rencontre du premier tour; la Hongrie y malmena les Indes néerlandaises 6-0. C'est après la Seconde Guerre mondiale que l'enceinte est baptisée en mémoire d'Auguste Delaune, un sportif normand mort sous la torture de la Gestapo le 13 septembre 1943.
L'éclairage est installé en avril 1954 pour pouvoir accueillir des matchs internationaux. Le 9 mai, 22 000 spectateurs assistent à la réception de Lille OSC, pour une recette record de sept millions de francs.
Mais dans une ville et un public parfois qualifié de snob, les affluences sont rarement au niveau des espérances des dirigeants, contrairement aux matchs à l'extérieur qui font le plein. Vexé par la faible affluence du premier match de la Coupe des clubs champions européens en 1955 disputé par les Rémois face à l'AGF Århus (5 845), le président Germain fait déménager l'équipe à Paris pour les grandes affiches, notamment européennes, au stade de Colombes ou plus souvent au Parc des Princes, où les affluences dépassent régulièrement les 35 000 spectateurs,.
En 1960, la ville décide de remplacer les vieux gradins en bois montés en 1938, régulièrement surchargés de spectateurs lors des affiches, par une nouvelle tribune latérale à deux niveaux, en face de la tribune présidentielle. Si l'harmonie du stade en souffre, la nouvelle tribune de 4 600 places, baptisée en hommage à Francis Méano, le jeune footballeur mort en 1953, est achevée en 1964.
À partir du milieu des années 1960, le club connaît des difficultés sportives et financières croissantes. Le stade Delaune est déserté progressivement par les supporters, aggravant la baisse de ses recettes. Avec la perte du statut professionnel du club puis sa liquidation judiciaire en 1992, l'entretien du stade devient impossible à assurer, malgré la réduction de la capacité à 3 000 places. En janvier 1998, la commission de sécurité refuse de donner son accord à l’organisation d'un match de Coupe de France à Reims face aux professionnels de Montpellier pour des raisons de sécurité.
À l’aube des années 2000, le Stade de Reims est porté par de nouvelles ambitions, et le club retrouve l’échelon professionnel en 2002 à la suite de la montée en Ligue 2. Il devient urgent de rénover le stade devenu exigu, vétuste, peu confortable. En octobre 1997, le maire de Reims Jean Falala annonce son souhait de voir le stade Delaune reconstruit. Le projet visant à bâtir un stade de 22 000 places sur le même site est voté en janvier 2000 et la reconstruction officiellement lancée en juin 2004,.
Après presque sept années de travaux, l'ex-vélodrome laisse place en août 2008 à un stade rénové, modernisé et agrandi, dont l'architecture se veut inspirée des stades « à l'anglaise », avec des tribunes au plus près de la pelouse. Le coût des travaux est évalué à 57 millions d'euros. L'inauguration de l'enceinte d'une capacité de 21 684 spectateurs a lieu le 5 décembre 2008, lors du match opposant Reims au Racing Club de Lens.

### Centre d'entraînement
Dans les années 1950-1960, le « grand Reims » s'entraîne encore au parc Pommery, leur ancienne enceinte, dont les infrastructures sont très loin de celles des autres grands clubs européens comme le Real Madrid ou le Milan AC.
Au début des années 2000, les infrastructures d'entraînement du club sont très modestes. L'entraîneur Marc Collat explique qu'en 2000-2001 le club n'avait qu'un seul terrain, gazonné jusqu'en septembre, qui obligeait le groupe à changer régulièrement de lieu d'entraînement, jusqu'à Épernay, situé à une trentaine de kilomètres. En 2012, le club dispose d'infrastructures d'entraînement dédiées au groupe professionnel dans le « centre des Thiolettes », situé à Reims. Un nouveau centre est installé à Blériot en 2015.
L'école de football est également basée aux Thiolettes depuis 2010, après avoir occupé le stade Louis Blériot, au nord de l'agglomération.
Le centre de formation du club, agréé par la Direction technique nationale à l'été 2008, est quant à lui hébergé par le Centre de ressources, d'expertise et de performance sportives (CREPS) de Reims.
Un projet de déménagement du club (siège administratif, terrains d'entraînement et centre de formation) sur le site de l'ancienne base aérienne 112 Reims-Champagne est à l'étude depuis plusieurs années mais n'est pas acté en 2012.
Ce centre sera finalement réalisé à Bétheny, inauguré en juillet 2014, il prend finalement le nom de l'ancien ballon d'or Raymond Kopa le 29 août 2017 et fait renter le club dans une nouvelle ère.

## Aspects juridiques et économiques

### Aspects juridiques
Privé dès son origine du soutien des maisons de champagne et ne pouvant compter sur une affluence importante à domicile, le club n'a jamais pu disposer du temps de sa grandeur sur un budget particulièrement important. Le grand Reims doit participer très souvent à des matchs de gala à l'étranger, en fin de saison ou même en milieu de semaine, pour remplir ses caisses. Le Stade de Reims connaît ses premiers déboires financiers importants à partir de 1962, date à laquelle les clubs du championnat décident de ne plus partager leurs recettes avec le club visiteur, comme c'était auparavant la règle à hauteur de 40 %. Le Stade de Reims, qui avait l'habitude de remplir tous les stades où il se déplaçait mais qui peinait à le faire à domicile, est la première victime de ce changement de règle,.
En décembre 1978, le président Bazelaire annonce que le club, qui a déjà dû céder Carlos Bianchi pour des raisons financières, cumule une dette de six millions de francs, ce qui le conduit au dépôt de bilan. Une grande campagne de solidarité est orchestrée par les médias. Aidé par d'autres clubs de l'élite et la mairie de Reims, le club parvient finalement à se sauver, mais doit se séparer d'une grande partie de son effectif, de sorte qu'il est condamné sportivement à la relégation.
À l'été 1990, après plusieurs saisons où l'objectif d'un retour dans l'élite est manqué, la situation financière du club devient catastrophique : il est fait état de 41 millions de francs de dettes, de sorte que le club se voit menacé de perdre le statut professionnel. L'équipe rémoise termine la saison à la sixième place de D2 mais, en l'absence de repreneur, est reléguée administrativement par la Direction nationale du contrôle de gestion. Une dette supérieure à 50 millions de francs pousse finalement le Tribunal de grande instance de Reims à prononcer la liquidation judiciaire du club au mois d'octobre 1991. Quelques mois plus tard, le Stade de Reims Champagne-FC est de nouveau placé en liquidation judiciaire, après l'annonce par le président Jacques Dham d'un déficit de 1,2 million de francs sur la saison, empêchant même le paiement des joueurs. La cessation de toute activité est prononcée en mai 1992.
En 1992, le club repart en DH Nord-Est, le 6e échelon du football français. Il reste résident du stade Auguste-Delaune, qu'il n'a cependant plus les moyens d'entretenir, et fonctionne essentiellement grâce au bénévolat. En 1996-1997, alors que l'équipe première évolue depuis deux ans en National 3 A, le plus bas échelon national, le club compte deux salariés et son budget correspond à environ 400 000 €. En gravissant les échelons sportifs, il reprend de l'ampleur et rebâtit progressivement une structure professionnelle. En 2002, avec le retour en deuxième division, une Société anonyme sportive professionnelle (SASP) est créée.

### Aspects économiques
En 1998, le club est en CFA2, le budget prévisionnel est de 5,5 millions de francs (MF) (soit environ 840 000 €) ; en 1999, en CFA, il double à 10,5 MF (soit environ 1,6 million d'euros), 12 MF en 2000, 13,5 MF en 2001.
Elle est complètement détenue par des actionnaires privés et n'est pas donc pas liée financièrement à l'association. Son budget est d'environ cinq millions d'euros pour la saison 2002-2003, 6,5 millions en 2004-2005, huit millions en 2005-2006, dix millions en 2007-2008, quatorze millions en 2008-2009, saison qui se solde par une relégation en National. En 2010-2011, au retour en L2, le budget est d'environ 11 millions d'euros, plus ou moins le double de la saison précédente. Le club compte alors 65 salariés. Avec la promotion dans l'élite, le budget prévisionnel du Stade de Reims passe à 24 millions d'euros, du fait notamment de l'importance des droits télévisés.
Le tableau ci-dessous résume les différents budgets prévisionnels du club rémois saison après saison.
| Saison | 2008-2009 | 2009-2010 | 2010-2011 | 2011-2012 | 2012-2013 | 2013-2014 | 2014-2015 | 2015-2016 | 2016-2017 |
| Budget | 12 M€     | 6 M€      | 8,5 M€    | 10,5 M€   | 22 M€     | 27 M€     | 29 M€     | 28 M€     | 20 M€     |
| Saison | 2017-2018 | 2018-2019 | 2019-2020 | 2020-2021 | 2021-2022 | 2022-2023 | 2023-2024 |           |           |
| Budget | 16 M€     | 40 M€     | 45 M€     | 70 M€     | 60 M€     | 70 M€     | 75 M€     |           |           |

## Soutien et image
En juin 2006, le journal L'Équipe publie un sondage surprenant indiquant que le Stade de Reims reste le troisième club préféré des Français.
Le premier groupe de supporters affilié au Stade de Reims, baptisé « Allez Reims », est fondé le 19 juillet 1935. Le groupe aide le club matériellement et organise l'encouragement de son équipe, à domicile comme à l'extérieur, en montant des déplacements groupés. En 1939 le groupe sort un premier bulletin éponyme. Après la suspension de ses activités de juin 1939 à septembre 1946, le groupe renaît après-guerre, notamment via l'organisation annuelle de son « bal d'hiver », qui devient un moment important dans la vie du club.
En septembre 1956, le groupe est à l'origine de la « Fédération nationale des supporters de France ». Avec les succès sportifs du club, les activités du groupe se développent et de nombreuses sections se créent en France et à l'étranger. Les affluences à l'extérieur sont d'ailleurs notablement supérieures à celles à Reims. Le club organise dans les années 1950 des tournées à l'étranger, où l'équipe évolue régulièrement devant plusieurs dizaines de milliers de spectateurs. Le stade Delaune accueille le 29 décembre 1956 le premier match de football diffusé en direct à la télévision en France : Reims-FC Metz.
Après la relégation de 1964, le club perd un tiers de ses membres ; deux ans plus tard, il compte cependant toujours 1 500 membres, dont une part importante d'habitants de la région parisienne, ce qui en fait le premier groupement de supporters du pays par le nombre. Au moment du dépôt de bilan en 1978, les deux groupes « Allez Reims » et « AMI Reims » se partagent les tribunes et virages du Stade Auguste Delaune.
Dans un stade agrandi, le record d'affluence à Reims en championnat de France est fixé le 6 novembre 1976 avec 25 225 spectateurs pour la venue de l'AS Saint-Étienne. Il est battu en 1987, signe du soutien populaire toujours important dont bénéficie alors le club, avec 27 774 spectateurs payants pour la venue de l'Olympique de Marseille en demi-finale retour de la Coupe de France le 2 juin 1987.
Dans une optique proche du mouvement Ultra, le « Kop Pesage » traverse les années 1980 et 1990. À la faillite du club, les différents groupes de supporters, « Kop Pesage » comme l'historique « Allez Reims », cessent également leurs activités. Certains des membres du « Kop » se trouvent à l'origine de la création des « Ultrem » (contraction de « Ultras rémois »).
À la fin des années 2000, plusieurs groupes de supporters coexistent :
- Les « Ultrem », fondé en 1995, c'est le groupe le plus actif des supporters rémois de par leurs nombres (à l'extérieur comme à domicile) mais aussi par l'animation créée (chants, tifo, fumigène). Ils s'identifient au mouvement ultra. Ils sont situés dans le virage Sud/Tribune Robert Jonquet du Stade Auguste-Delaune[112] ;
- Le « Groupement officiel des supporters du Stade de Reims », fondé en 2006, il est le seul groupe de supporteurs non ultras[114].Il occupe les sièges de la tribune Méano inférieure et on y voit ses adhérents par petits groupes lors des matchs à l'extérieur.
- Le « Kop Mythique Rémois » ou "KMR", fondé en 2008, est un groupe familial à l'origine, associé au Reims Clan 1931, un groupe plus « ultra ». Situés dans le virage Nord/Tribune Albert Batteux[115].

Les supporters rémois nourrissent traditionnellement une rivalité particulière avec ceux de Sedan, sur fond de domination régionale. Les rencontres entre les deux clubs sont parfois qualifiées dans les médias de « derby de Champagne-Ardenne ». Il met aux prises les « riches » rémois, installés dans la ville du Champagne, aux « pauvres » de Sedan, ville davantage ouvrière et agricole. Le duel forge son histoire à la fin des années 1950, quand l'« UA Sedan Torcy » et le Stade de Reims comptent parmi les meilleures équipes du pays.

## Autres équipes
Outre l'équipe première professionnelle, le Stade de Reims a remporté un certain nombre d'autres trophées notables, que ce soit par l'intermédiaire de l'équipe féminine, de l'équipe masculine réserve ou des équipes de jeunes.
| Équipe féminine | Équipe de jeunes |
| --- | --- |
| - Championnat de France de football féminin (5) - Champion : 1975, 1976, 1977, 1980 et 1982 - Championnat de France D2 (1) - Champion : 2019 | - Coupe Gambardella (1) - Vainqueur : 1964 - Finaliste : 1956, 1968, 1977, 2014 - Championnat de France U19 (1) - Vainqueur : 2015 |

### Équipe féminine
Le Stade de Reims intègre une équipe féminine en janvier 1970, via la fusion avec le FCF Reims, fondé en 1968. Relativement choyées par le club et soutenues par le journaliste Pierre Geoffroy, elles forment vite la principale équipe du pays, dont elles deviennent le porte-drapeau dans des tournois amicaux à l'étranger. Elles en remportent d'ailleurs un certain nombre, notamment à New York (1970), à Bandung (1972), Port-au-Prince (1974, 1978). Elles s'inscrivent logiquement à la première édition du Championnat de France de football féminin, en 1974-1975, qu'elles remportent très largement (8 victoires en autant de matchs, 38 buts pour, 3 contre...). Elles conservent leur titre les deux saisons suivantes et représentent la France lors d'une compétition mondiale non officielle organisée à Taïwan en octobre 1978, qu'elles remportent également.
Malgré ses succès, les affluences lors des matchs de l'équipe féminine restent confidentielles, de l'ordre de 200 à 300 spectateurs à domicile. Dauphines de l'AS Étrœungt en 1978, 1979 et 1981, elles remportent deux nouveaux titres en 1980 et 1982. L'équipe est finalement reléguée en 1985-1986, puis de nouveau en 1988-1989, et ne semble pas survivre au dépôt de bilan du club en 1992.
La section féminine est relancée en septembre 2014. Sous la direction de leur entraineur Florent Ghisolfi, les rémoises accèdent à la Division 2 dès la saison 2015-2016.
À la fin du championnat de Division 2 2018-2019, les féminines du Stade de Reims sont promues en Division 1 en étant championnes de Division 2.
Les débuts de la section féminine ont inspiré le film Comme des garçons, sorti en 2018.

### Équipe réserve
L'équipe réserve tient un rôle particulièrement important au début du professionnalisme à Reims, quand le club n'avait pas les moyens de pouvoir entretenir plus d'une quinzaine de joueurs professionnels. Ses succès, notamment la quête du Championnat de France amateur en 1939 et 1948 ainsi que la finale du championnat amateur disputée à l'US Quevilly en 1954, préfigurent la période dorée connue par le club dans les années 1950 et 1960.
À l'image de son équipe première, l'équipe réserve ne fait plus parler d'elle par la suite après un retour durable à un niveau régional.

### Vidéothèque
- Allez le Stade – Batteux, l'homme du match, éd. Montparnasse, 2006
- Real Madrid, Stade de Reims et Ligue des champions, Stade de reims & Mélodia, 2006